# Farkas utca
A Farkas utca (ma: strada Mihail Kogălniceanu) Kolozsvár belvárosának (az egykor várfalakkal körülvett résznek) legdélibb utcája. Nem tartozik a város legrégibb utcái közé, az Óvár, majd a Fő tér környéke is hamarabb jött létre. Sokáig a város peremvidékének számított, s valószínűleg ennek köszönheti nevét is, ugyanis a hagyomány szerint a Házsongárd-oldal erdőiből télen idáig merészkedtek le a farkasok. Első, latin nyelvű említése, a Platea Luporum 1453-ból, a magyar polgárok akkori összeírásából származik, 1466-ban magyar neve is fellelhető a városi okmányokban. Az utca déli részén az 1700-as évekig várfal húzódott. A falak csak ekkor vesztették el annyira harcászati jelentőségüket, hogy a tövükben lévő területet felparcellázzák, áruba bocsássák. Valószínűleg a gótikus templomhoz csatlakozó kolostort kivéve sokáig legfeljebb kisebb házacskák képezhették az utca déli oldalát, amelyek mögött, a kertvégek között, szabad közlekedést biztosítottak a védőknek.
A mai épületek jórészt az 1798-as tűzvész után keletkeztek. 1920-ban a berendezkedő román hatalom változtatta nevét Mihail Kogălniceanura, s azóta még egyszer, 1941-től öt évre kapta vissza az utca eredeti nevét, de a magyarság mai napig a régi nevén ismeri. Az utca nyugati végébe Báthory István fejedelem telepítette Kolozsmonostorról a jezsuiták kollégiumát, amelyet 1581-ben egyetemi rangra emelt. Az utca keleti végében Bethlen Gábor uralkodásától kezdve a reformátusok telepedtek meg. Itt alakult ki a város református egyházi iskolai központja. Az utca közel kétharmadának épületei rendre a reformátusok kezébe kerültek. A két pólus közé ékelődött be néhány főúri palota, a vármegyeháza és a színház. Napjainkban az utca hangulatát az itt székelő oktatási intézmények adják, amelyek révén a város oktatási és kulturális központjának számít.

## Nevének eredete
A Farkas utca első említése a középkorból származik: legelőször 1453-ban említették Platea Luporumként, magyar elnevezéssel Farkas wczaként. Egy 1466-ból származó dokumentumban megemlítik a városfalakon kívüli Farkas utcát (Farkas wcza (extra muros dicte Ciuitatis in Platea […] Farkas wcza), egy 1486-os dokumentum viszont a várfalakon belüli Platea Luporumról tesz említést. A 17. századig váltakozva magyar vagy latin névvel illették, majd a 18. századtól kezdődően csakis magyar nyelvű alakban említik. Német nyelven azonban egyetlenegyszer sem fordul elő, sőt amikor német szövegbe foglalják, már akkor is csak a magyar elnevezést használják.
Neve eredetének magyarázatára több elmélet is létezik:
1. Az egyik, legendaszámba menő feltételezés szerint a Zsigmond király idejében felépített várfal dél felőli szakaszát végig farkasveremmel tették megközelíthetetlenné, mert a város a felette emelkedő feleki és házsongárdi hegyszakasz miatt itt volt a legsebezhetőbb. Ez a farkasverem, más néven latorkert kihegyezett karókkal teletűzdelt széles és mély árok volt, amely az egykori harcmodor mellett meglehetősen kellemetlen akadály volt a támadók számára. Ezt az elméletet maga az utca neve cáfolja meg, ugyanis mindig Platea Luporum vagy Farkas wcza néven fordul elő, nem történik utalás sem árokra, sem veremre, ami a kor elnevezési szokásait figyelembe véve elvárható lenne. Másrészt az utca már a várfalak megépítése előtt létezett.[2]
2. Szabó T. Attila neves nyelvész és történész a Platea Luporum latin elnevezésből arra következtetett, hogy az utca neve a középkorban akkor keletkezett, amikor a várost még nem vették körül falak, és a Házsongárdig lenyúló erdőségekből télvíz idején a farkasok is betévedtek ide. Ezt az elméletet a nagyenyedi Farkas utca nevének keletkezésével párhuzamba állítva alkotta meg. A kolozsvári Farkas utca nevének latinra való fordításában jelentkező többes szám korántsem jelenti a vadállatok tömegét, hanem csak azt, hogy a megjelölés magára az utcára és összes tartozékaira, vagyis a kétoldali házsorra, továbbá a szorosokra és a telektömbökre, valamint a várfallal kétfelé tagolt városrészre együttesen vonatkozik, akárcsak a monostori fertály esetében, amelynek latin neve ugyancsak a többes számban jelentkező Platea Rapularum volt. Ennek értelmében az utca neve nem farkasokra, hanem csak a farkasra vonatkozik. Kétségtelen, hogy a Gyalui-havasokból, a Bükk-erdőn keresztül, a farkasok gyakran elérték a várost, de elsősorban a monostori részen (Platea Raporum), illetve a Kis Fazakas (ma Potaissa utca), a Búza (ma I. M. Klein utca) és Széna utcák (Platea Foeni) vidékén garázdálkodtak. A városban megforduló farkasokról szóló elmélet másik alapját az adja, hogy a középkorban a helynevek rendszerint azonos szemlélet alapján alakultak ki, így az egyes városok esetében helynévpárok alakultak. Mivel azonban más erdélyi településeken is léteznek Farkas utcák (Medgyes, Segesvár), és egyikük eredete sem köthető a vadállatokhoz, valószínűleg a kolozsvári Farkas utca nevének eredetére is más a magyarázat.[3]
3. Egy harmadik magyarázat szerint a mai Farkas utcai református templom helyén egykoron egy Szent Farkasnak szentelt templom állhatott, és az utca ennek alapján kaphatta a nevét. Ennek bizonyítására Bod Péter egyik feljegyzését hozzák fel a helytörténészek, aki Platea divi Wolfganginak nevezte az utcát. Ez a Szent Farkas nem volt más, mint a 994-ben meghalt ausztriai Szent Wolfgang, Regensburg püspöke, Gizella királyné nevelője, akinek fontos szerepe volt a magyarság megtérítésében. Szent Farkas egyébként a favágók, ácsok, pásztorok védőszentje volt, s tisztelete elsősorban a németek körében volt nagy, de átterjedt a magyarok közé is. Ezt az elméletet cáfolja, hogy a város lakossága elsősorban iparosokból és kereskedőkből állt, tehát valószínűtlen, hogy a favágók és pásztorok szentjének különösebb tisztelete élt volna a lakosság köreiben. Az elméletet végül a Farkas utcai református templom 1910-es restaurálásakor cáfolták meg, ugyanis a szentélyrész földjének felbontása alkalmával Kovács István egyetemi magántanár nem talált olyan alapfalat, amely egy korábbi építmény hagyatékaként maradt volna meg.[4]
4. Egy másik lehetőség az utca neve eredetének vizsgálatakor a Farkas mint magyar személynév esete, akárcsak az udvarhelyszéki Farkaslaka vagy a Zólyom vármegyei Farkasfalva esetében. A Farkas név ősi eredetű magyar személynév, amely már Anonymus Gestájában is előfordul: Tétény a Nyírség és a Szilágyság megszállása után Erdély kikémlelésére beküldte Agmánd apját, Apafarkast. Apafarkas fia Agmánd nemzetségének ősfoglalású birtoka a Kis-Szamos völgye mentében terült el, de arra nem vonatkoznak írásos emlékek, hogy a nemzetségnek bármiféle kapcsolata lett volna Kolozsvárral. Ez pedig lényeges információ lenne, hiszen abban az esetben, ha valóban egy Farkas nevű családról nevezték volna el az utcát, akkor a családi ház nyomainak akár írásos formában fenn kellett volna maradniuk, mivel az elmúlt századokban a helynevek keletkezése sohasem volt megemlékezés jellegű, és csak a valóságos avagy képletes tulajdonjog következtében jöhetett létre.[5]
5. Herepei János neves kolozsvári helytörténész szerint:

Ma már kétségtelen, hogy a középkori telepedés első lakott helye a Kende (Kündü) törzsnek valószínűleg Farkas nevet viselő nemzetségéé volt, a későbbi névvel Külső-Farkas utca s a felette elterülő Kövespad helyén. […] [A] Farkas utca az ősi nemzetségi megszállásból kifejlődött telep nyugati irányban történt továbbterjeszkedése. […] Kolozsvár belvárosának a XV. század elején kőfallal történt bekerítésekor a Farkas utcának (Platea Luporum) e [belső] szakaszát is magába zárta, mígnem ez az ősi foglalás, mint a város egyik hóstátja, kívül maradt.
A honfoglalás kori szállások a Kis-Szamos völgyében is egymástól nem nagy távolságra fekvő, sok apró egységet alkottak, amelyek egy-egy nagycsalád vagy nemzetség, esetleg had lakóhelyéül szolgáltak. Kolozsváron is tártak fel honfoglalás kori emlékeket, mégpedig a Zápolya (egykori Külső-Farkas, ma General Traian Moșoiu) utca keleti részén. A feltárt temető alapján rögzíthető, hogy a honfoglaló magyarok első szálláshelye is a Külső-Farkas utcai tizedre esett. Másrészt a névadási szokások vizsgálatakor fontos tény, hogy a puszta személynévvel való helységnévadás módja a Kárpát-medencében jellegzetesen magyar sajátság volt, sem a németeknél, sem a románoknál, sem a szlávoknál nem kimutatható. Mivel a környéken több jel (a farkas mint totem- és címerállat) utal a korábban említett Kond törzsbeli Agmánd nemzetségre, valószínűleg a szállástelep névadó feje hallgatott a Farkas névre. A honfoglalás kori szálláshely azonban nem egészen egy kilométernyire volt a később kialakult Kolozsvártól. A kis távolság ellenére is lehetséges, hogy az utóbbi az előbbitől minden tekintetben független nemzetségi birtok volt. Bizonyításra szorul viszont a 10. századi nemzetségi szállás feltételezett neve, továbbá a későbbi Farkai utcai településsel való kapcsolata, a folytonosság kérdése.
A hipotézisek gyenge pontjai magyarázzák, hogy a köztudatban napjainkban is sok hitele van a sok évszázados hagyománynak, miszerint télvíz idején a városvégi utcában az ordasok garázdálkodtak. A bajt hozó látogatásokra emlékeztető utcanévadásra utal Felvinczi György 1706-ban szerzett panaszos éneke:
Farkas neved, de már szíved nyúlnál is inkább fél,
Mert farkasok nagy éh-hasok által emésztettél.

## Története

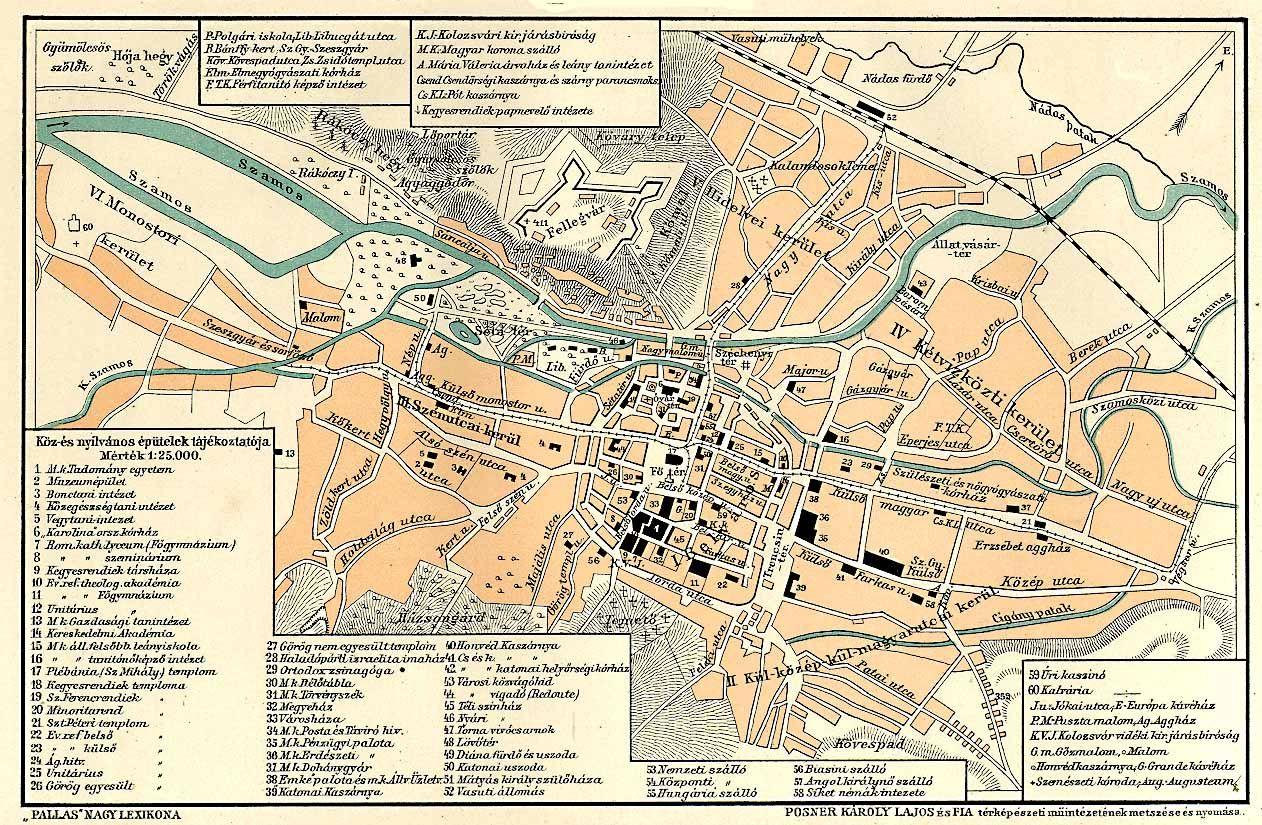
Kolozsvár térképe 1897-ből

Első, latin nyelvű említése, a Platea Luporum, 1453-ból, a magyar polgárok akkori összeírásából származik, 1466-ban magyar nevét is feljegyezték. Már első említésekor két szakasza volt: a várfalon belüli (intra muros) és a várfalon kívüli (extra muros), amelyek megkülönböztetése magyarul a Belső, illetve Külső jelzővel történt a 17. század közepétől:
- Belső-Farkas utca: A városfalakon belüli utcarészt nevezték így. Első említése Belső-Farkas utcaként 1667-ből származik. A 19. században a név előtagja Belre rövidült, majd 1899 óta nevezik ezt a részt Farkas utcának. Az utca nevét a román hatóságok Mihail Kogălniceanura változtatták 1919-ben. Egykori nevét a második világháború idején, Észak-Erdély visszacsatolása idején (1941–1944) kapta vissza egy rövid időre.[9]
- Külső-Farkas utca: A Belső-Farkas utca folytatása volt a városfalon kívül. A Külső-Magyar és Külső-Közép utcákkal ellentétben azonban a Farkas és Külső-Farkas utcák között nem volt sem kapu, sem kisajtó. A városnak ez a városfalon kívüli része korán kialakulhatott, hiszen itt több ízben is honfoglalás kori sírokat tártak fel. Az utca 1899-ben a Zápolya nevet kapta, majd 1923-ban a román helyhatóság átnevezte Tunarilor névre. 1937-ben a Vasile Goldiș utca nevet kapta. Észak-Erdély visszacsatolása idején ismét visszakapta a Zápolya nevet, majd 1945-ben a román hatóságok átkeresztelték Dosztojevszkij névre. 1990 után a polgármesteri hivatal az utca új elnevezésére Vasile Milea tábornok nevét javasolta. Egy ideig ez az utcanévtáblákon szerepelt, de a megyei tanács a javaslatot elutasította. Az utolsó névváltoztatás 1999-ben történt, ekkor a General Traian Moșoiu utca nevet kapta.[9]

A Farkas utcai fertály Kolozsvár öt középkori fertályának (városnegyedének) egyike volt. A 14. században alakult ki, és a tulajdonképpeni Farkas utcán kívül idetartozott a Széna (Fena interior, Belső-Széna, Jókai, Napoca) és a városfalon kívüli Alsó-Széna (Fena exterior, Külső-Széna, Mikó, ma Clinicilor, azaz Klinikák) utca és az ezekben álló házak. Valószínűleg a Torda (ma Universității, azaz Egyetem), továbbá a később Nagy- (ma Inochețiu Micu Klein) és Kis-Búza (ma Fortăreței, azaz Vár), valamint a Kis-Fazakas (Fogoly, ma Potaissa) utca is e fertály része volt.
Zsigmond király 1405-ben szabad királyi várossá tette meg Kolozsvárt, ami lehetővé tette, hogy a város megnagyobbodott területét falakkal vegyék körbe. A Farkas utca déli oldalát akkortól a városfal határolta, csak északi sora lehetett kiépülve. Az 1700-as évek vége felé a városfalak elveszítették hadi jelentőségüket, így a tövükben lévő területet felparcellázták és eladták. Ekkor épült ki az utca déli oldala is. Valószínűleg kisebb házacskák álltak itt, amelyek kertjeinek végéből szabad közlekedés volt biztosított a várfalakra. Az adózó magyar lakosság 1453. évi, utcák szerint vezetett jegyzékében (Regestrum Hungarorum de civitate Cluswar) a Farkas wtcza (Platea Luporum) bejegyzés alatt – a falakon kívüli szakasz nélkül – kilencvenhét polgár neve szerepel. Az összeírt személyek felének (48) neve valamely mesterségre vagy annak termékére utal, és ennek ismeretében állítható, hogy a Hunyadiak korában a Farkas utcát elsősorban mesteremberek lakták. Minden bizonnyal a véletlen játéka, mégis figyelemre érdemes, hogy mintegy előlegezve az utca majdani kulturális szerepét, a város nyolc írástudó magyar polgára, deákja közül háromnak épp itt volt háza. Ebből az időszakból egyetlen épület sem maradt fenn, az utolsó épületet, a 12. szám alatti házat, 1974-ben bontották le. Pincéjének boltozása és egy ajtókerete kétségkívül a 15. században készült, ugyanolyan volt, mint a Mátyás-szülőház pincéjének egyes részletei. A 15. századi Farkas utca az erősödő városi közösség életének egyik fő ütőere volt, s valószínűleg a gótikus városkép egyik jellegzetes utcája volt.
A mai utcakép kialakulásában jelentős szerepe volt Mátyás királynak, aki az utca keleti végére egy templomot és hozzá csatlakozó ferences kolostort akart emeltetni. A városi tanács ezt a városfallal éppen elhatárolt, de még beépítetlen területet 1486-ban jelölte ki a kolostor helyéül. A város egyik legimpozánsabb gótikus épületegyüttese 1516-ra készült el. Báthory István fejedelemsége idején, a reformáció során elűzött ferencesek helyére Kolozsmonostorról telepített be jezsuitákat. Kollégiumot létesített, amelyet 1581-ben egyetemi rangra emelt. A templom északi szomszédságában 150 helyes szemináriumot építtetett 1583-ban. A jezsuiták csak 1603-ig maradtak, ugyanis ekkor kiűzték őket a városból, épületeiket lerombolták, a templom boltozatát bedöntötték. Bethlen Gábor fejedelem 1622-ben a romos templomot és kolostort a reformátusoknak ajándékozta. A helyreállítási munkálatokat I. Rákóczi György támogatta. Ugyancsak Rákóczi nevéhez fűződik a templom szomszédságában felépülő református iskola. Ettől kezdve a reformátusok az utca épületeinek közel kétharmadát birtokba vették.

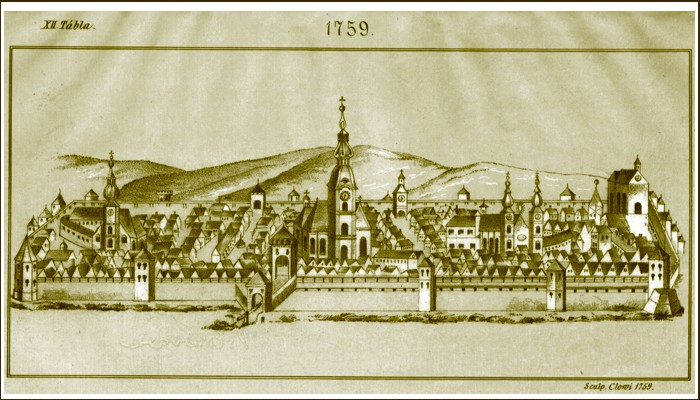
A város 1759-ben. A Farkas utca a templommal a kép jobb oldalán látható

Az utca keleti végében kiépült református központ ellenpólusaként az utca nyugati végében az 1700-as évektől visszatérő jezsuiták alakították ki iskolaközpontjukat. Épületeikből alakultak ki a mai egyetem, illetve a Báthory István Líceum épületei. A két pólus közé néhány főúri palota, a vármegyeháza, illetve a színház ékelődött be.
Mivel 1666-ban Kolozsvár egy időre elveszítette szabad királyi városi rangját és nemesi várossá vált, megindult az arisztokraták beköltözése a városba, így a Farkas utcába is. A következő században egyre határozottabban jelentkezett az igény, hogy – megőrizve vidéki várukat, kastélyukat – egy kolozsvári ház fenntartásával bekapcsolódjanak az élénkülő társadalmi életbe. 1790-ben Szebenből a Farkas utcába költözött a Habsburg-uralom legfőbb erdélyi kormányzati szerve, a Gubernium (Főkormányszék). Fél évszázadnyi időre Kolozsvár Erdély politikai központja lett. A hivatalok a Királyi Lyceum termeiben, celláiban rendezkedtek be. A Gubernium áttelepítése Kolozsvárra újabb lendületet adott a főurak telekvásárlási, építkezési kedvének. Jelenlétükkel a város, az utca társadalma egyre tarkábbá vált, hiszen udvartartásuk különféle jogállású személyeket egyesített. Az 1785/1787-es népszámlálás gróf Teleki Ádám házában ugyan csak négy személyt talált, ellenben gróf Kemény Pál telkén tizenhét, gróf Bethlen Gergelynénél pedig huszonnégy állandó lakost írtak össze. Az arisztokraták új házai, palotái a kolozsvári polgári ízlés számára szokatlan barokk formákat követték. A század végére az idegenkedés oldódott, s egyre több főúri palota, középület, sőt polgári ház épült az immár honossá vált barokk stílusban.
A több telket elfoglaló, nagyarányú magán- és középítkezések, továbbá a város – s benne a Farkas utca – növekvő közéleti szerepvállalása napirendre tűzte a korszerű városrendészeti szempontok érvényesítését. A 18. század végén a városfal előtti kiszáradt vizesárkot felparcellázták, ennek helyén alakult ki a Petőfi (ma Avram Iancu) utca. 1789-ben a városi tanács arra kötelezte az ingatlantulajdonosokat, hogy a házuk előtti teret kövezzék le. E munkálatok összehangolására különbizottságot alapítottak.

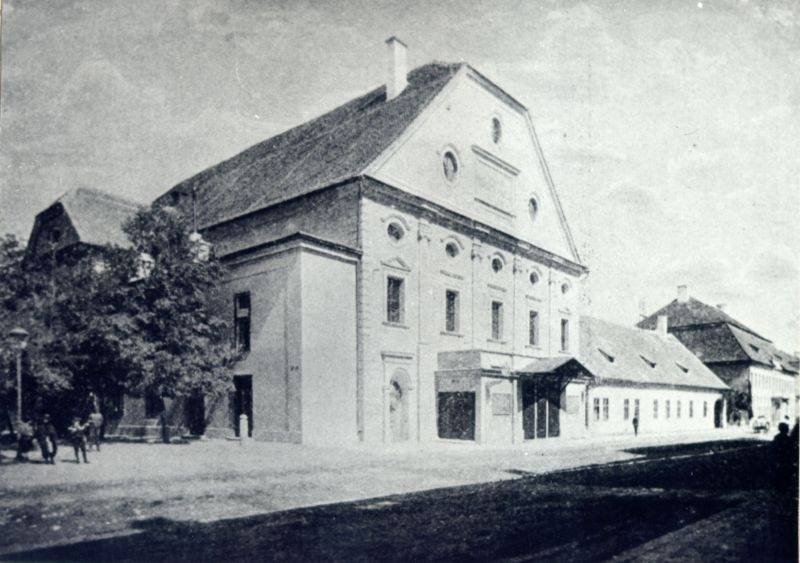
A régi kolozsvári Nemzeti Színház (ismertebb nevén Kőszínház)

Az utcát többször is érte tűzvész. Először 1655 áprilisában, akkor a város háromnegyede elpusztult. Aztán 1697 májusában, akkor is kétharmada égett le a házaknak. 1704. április 20-án a kuruc seregek gyújtogatása következtében az utca egy része pusztult el. 1798. augusztus 31-én a Közép (később Deák Ferenc, ma Eroilor) utcától délre eső rész, így a Farkas utca is a tűz martalékává vált. A 19. századból ismert, jórészt ma is meglévő épületek – a templom kivételével – mind az utolsó tűzvész után keletkeztek vagy kapták mai formájukat.
Az új építési hullám egyúttal stílusváltást is eredményezett. Sokszor egyazon épületen, az immár mértéktartó barokk mellett, egyre hangsúlyosabb szerepet kaptak a klasszicizmus elemei, s jóllehet szerényen, de a romantika jegyei is jelentkeztek. Valószínűleg a Farkas utca képe ekkor volt a legegységesebb. Az ígéretes kezdet folytatását volt hivatott biztosítani az 1838-ban alakult Építtető (1842-től Szépítési) Bizottság. Ebben az időszakban bontották el az omladozó városfalakat: kőanyagukat a város rendre eladta vagy elajándékozta az építkezésekhez. Az 1869-es tanácsi határozat csak a Szabók tornya (Bethlen-bástya) megtartása mellett döntött, a többi tornyot s a még meglévő falakat jórészt lebontották. A 19. század utolsó évtizedei döntő módon befolyásolták a további fejlődést, a Farkas utca városi és országos helyének alakulását. Az előző századok ígéretes kezdeményezései után 1872-ben végre Kolozsvár teljes jogú egyetemet kapott. Az akkori Magyarország második ilyen jellegű intézménye, a kiegyezés folytán megszűnt Gubernium – az egykori jezsuita egyetem – utca eleji épületeiben kapott helyet. A századfordulón átadták az intézet új, eklektikus stílusban elkészült épületét.
Az első világháború után Kolozsvárt Erdéllyel együtt Romániához csatolták, így a Farkas utca – a város sok más utcájával egyetemben – hivatalosan nevet váltott. A névadó történelmi személyiség Mihail Kogălniceanu volt. A hatalomváltással egy időben az ingatlanok a román állam tulajdonába kerültek át. A falaik között működő intézményekben a magyar oktatási nyelv helyébe a román nyelv lépett, s ezzel együtt tanári karuk is jórészt kicserélődött. Ekkor döntöttek a degradált állapotú kőszínház lebontásáról is, helyette épült meg a mai Egyetemiek Háza, a kolozsvári Állami Filharmónia egykori épülete.
A második világháborút követően ennél is radikálisabb változások zajlottak le. A kommunista hatalomátvétel államosítással járt együtt, az addig egyházi tulajdonban levő épületek átkerültek az állam tulajdonába. Az egykori felekezeti iskolákba rendre román osztályokat, iskolákat telepítettek. A régi kollégiumi könyvtárakból megalakult a Román Akadémia kolozsvári fiókjának könyvtára, az Erdélyi Múzeum-Egyesület levéltárát az Állami Levéltárba olvasztották. Az intézményi változások az utcaképre is kihatottak: új épületeket emeltek, amelyek jellegtelen vagy meghökkentő megoldásaikkal megbontották az utca történelmi hangulatát. A kommunista rendszer 1989. decemberi bukása óta eltelt átmeneti időszak nem bizonyult elegendőnek a jogfosztás következményeinek felszámolására, viszont az egyházak egykori ingatlanjaik egy részét visszakapták.

## Az utca épületei

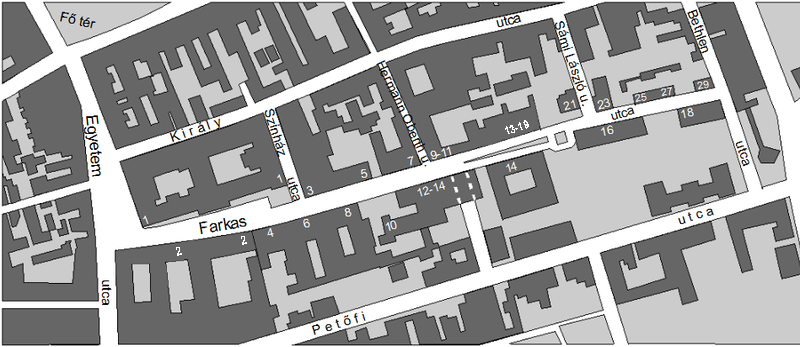
A kolozsvári Farkas utca épületei:
1. Babeș–Bolyai Tudományegyetem·2. Báthory István Elméleti Líceum·3. Egyetemiek háza·4. Karacsay házak·5. Pataki-Tollas ház·6. A régi vármegyeháza·7. Teleki-ház·8. Nemes–Bethlen ház·9-11. Emil Racoviță Főgimnázium·10. Levéltár-Fogház·12-14. Akadémiai Könyvtár·13-19. Tanári lakások·14. Református kollégium·16. Farkas utcai református templom·18. Az egykori református nyomda·21. Református lelkészi hivatal·23. A régi papilak·25-27. Az egykori református ispotály·29. Teológiai tanári lakások

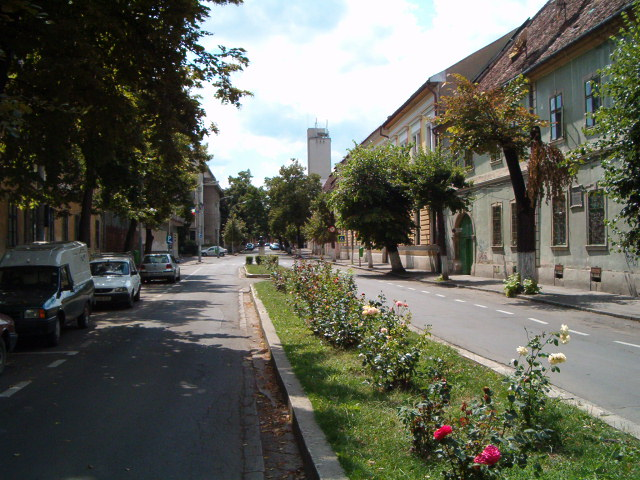
Az utca látképe a református templom felől

A Farkas utca nyugaton az Egyetem utcába (Str. Universității, egykoron Belső-Torda utca) torkollik. Ezt a kereszteződést ölelik körbe az egykori jezsuita intézmények. A legimpozánsabb épület kétségkívül a Babeș–Bolyai Tudományegyetem főépülete, amelynek főhomlokzata a Farkas utcára néz. Vele szemben áll a Báthory István Elméleti Líceum épülettömbje. Ettől jobbra, az Egyetem utca túloldalán a Báthory–Apor Szeminárium található, amelyben a Báthory Líceum alsó tagozatos osztályai működnek. Az öblösödő útkereszteződést, amely ma parkoló, egykoron a Szentpéteri templom mögött álló fogadalmi oszlop díszítette. Az utca fél kilométer hosszú, kelet–nyugati irányú. Déli irányban a Petőfi (ma Avram Iancu) utcával van kapcsolata az Akadémiai Könyvtár épülete alatti átjárón. Észak felé a Színház (ma Emile de Martonne), Minorita (ma Hermann Oberth) és a Sámi László (ma Gaál Gábor) utcák révén van összeköttetése a vele párhuzamosan futó Király utcával. A Farkas utca a református templom után beszűkül és a Bethlen (ma Baba Novac) utcába torkollik. Az utca végében, párhuzamosan a Bethlen utcával az egykori városfal egy részlete húzódik, valamint itt áll a Szabók bástyája.

### Babeș–Bolyai Tudományegyetem

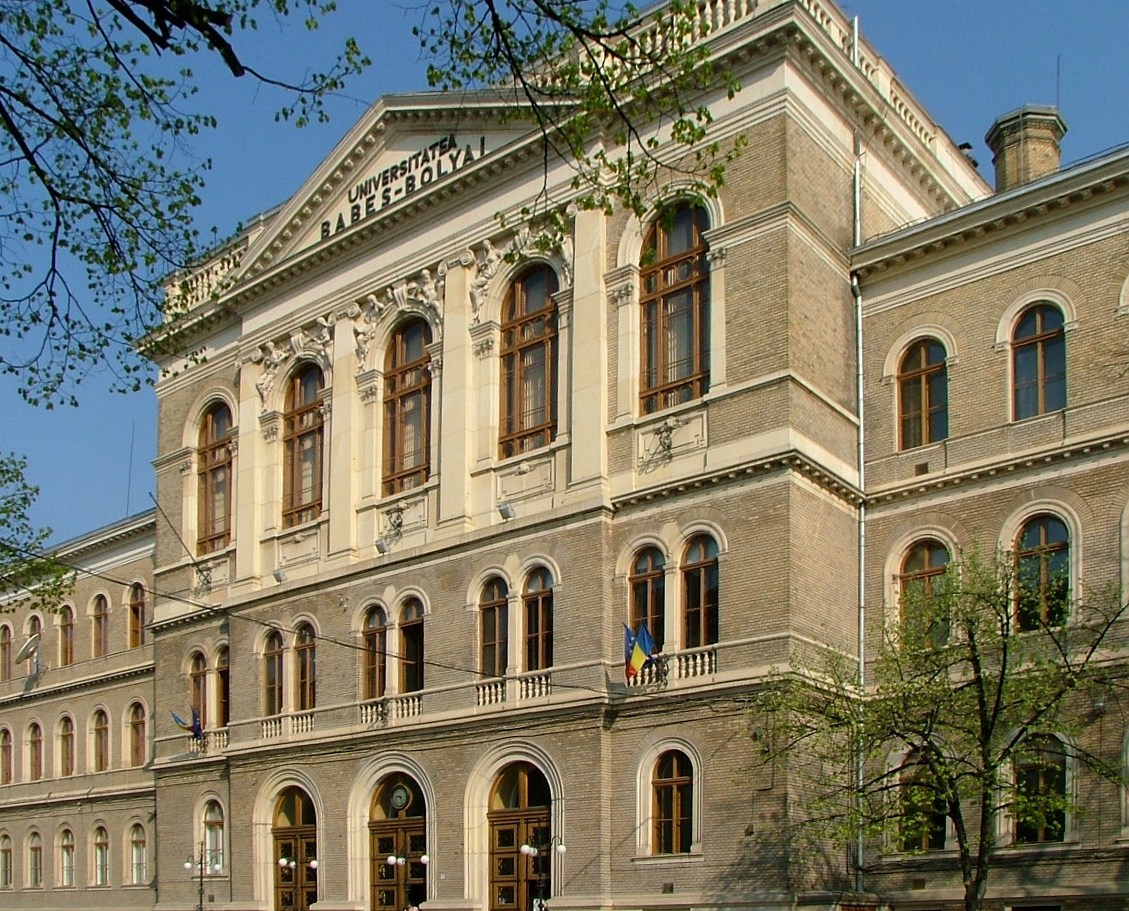
Az egyetem főépülete

A Babeș–Bolyai Tudományegyetem impozáns neoreneszánsz, klinkertégla-borítású főépülete az 1. szám alatt áll. Az egyetem 1872 őszén nyitotta meg kapuját. 1881-ben az uralkodó, I. Ferenc József nevét vette fel. Mivel az új tanintézetnek tágas, korszerű otthonra volt szüksége, a város vezetői úgy döntöttek, hogy a Farkas utca elején álló jezsuita kollégium helyére új épületet emelnek. A Meixner Károly tervezte új épületnek 1893–1895 között húzták fel a keleti szárnyát (ide helyezték a könyvtárat és a jogi kart), a délnyugati szárnyat 1897-ben (bölcsészeti kar), majd az összekötő főépületet 1902-ben adták át. A 4226 m² alapterületű épület Kolozsvár belvárosának legnagyobb épülettömbje volt. A Mátyás-szoborral egyidejűleg avatták föl. Az első világháború előtti időkben olyan neves tudósok tanítottak itt, mint Brassai Sámuel, Imre Sándor, Meltzl Hugó, Kanitz Ágoston, Bőhm Károly vagy Török Aurél. 1920 májusában a megszálló román hatóságok, a Nagyszebenben működő ideiglenes erdélyi román kormányzat megbízásából átvették az egyetemet Schneller István rektortól. A kolozsvári magyar állami egyetem megszűnt, először Budapestre, végül Szegedre költözött, ahol megalapozta a mai Szegedi Tudományegyetemet. A kolozsvári román egyetem az átvett épületekkel és felszereléssel 1919. november 3-án nyílt meg Vasile Pârvan román történész előadásával, és az akkori román uralkodó után nemsokára felvette az I. Ferdinánd Egyetem nevet. A második bécsi döntés (1940) után ismét – a Szegedről visszatérő – magyar egyetem működött az épületben. 1945-ben a helyben maradó magyar felsőoktatási intézményt „újralétesítette” a román kormány, decembertől Bolyai Egyetemként, a Nagyszebenből visszatérő román egyetemmel (utóbb Victor Babeșről elnevezve) párhuzamosan folytatta tevékenységét 1959-ig, a két egyetem erőszakos egyesítéséig. Az 1980-as évek közepén egy időre hivatalosan már a kettős nevet is mellőzték. 1990-től újra beindult néhány tagozaton a magyar előadás, s a Babeș–Bolyai név is használatba jött.
Az egyetem épülete előtt áll az Erdélyi iskola szoborcsoport, Romulus Ladea alkotása, amely az erdélyi iskola néven ismert mozgalom kiemelkedő tagjait (Gheorghe Șincait, Samuel Micu Kleint és Petru Maiort) ábrázolja, és 1973. június 30-án, a „tanítók napján” leplezték le.

### Báthory István Elméleti Líceum

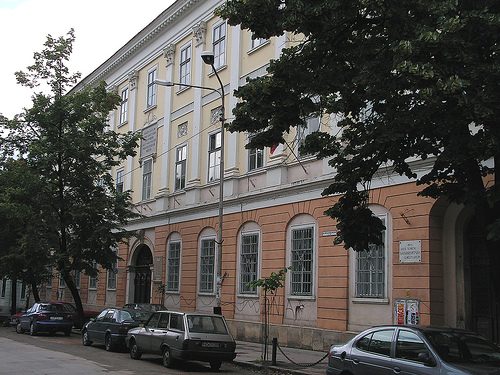
A líceum bejárata

A mai Báthory István Elméleti Líceum, az egykori Római Katolikus Főgimnázium, a 2. szám alatt áll, az Egyetem utcára néző egykori piarista rendház szomszédságában. Az épület falai között működő középiskola Kolozsvár és Erdély egyik legrégebbi oktatási intézménye. A reformáció következtében az erdélyi katolikus egyház helyzete megrendült, híveinek és vagyonának nagy részét elveszítette. Báthory István, katolikus lévén a jezsuitákat bízta meg az egyház újraszervezésével. 1579-ben nekik adományozta az elhagyatott kolozsmonostori apátságot, ahol az atyák megnyitották kollégiumukat. Egy év múlva a jezsuiták megkapták a Farkas utcai ferences épületegyüttest és 1581-től kezdve itt folyt az oktatás. A fejedelmi és pápai oklevelek akadémiai ranggal ruházták fel az intézményt. A jezsuitákat 1606-ban kitiltották Erdélyből. 1615-ben ugyan visszatérhettek, de csak Kolozsmonostorra, ahol folytatták az oktatási tevékenységet, de csak elemi iskolai szinten. A törökök elől 1660-ban költöztek be ismét a városba, a Farkas és a Torda utcák találkozásánál vásárolt házakba. A Habsburg-uralom alatt a jezsuiták ismét kedvezményezett helyzetbe kerültek és ennek bizonyítéka, hogy a következő század első évtizedeiben a Farkas és Torda utcák kereszteződésénél kiépítették úgynevezett „iskolavárosukat”. Az intézmény rangja előbb Collegium Academicum volt, majd 1753-ban Universitas lett. Az egyetemi szintű oktatás mellett elemi- és középiskolai oktatás is folyt benne. 1784-ben II. József visszaminősítette középiskolává (Lyceum Regium Academicum). Mivel a jezsuita rendet 1773-ban feloszlatták, az intézményt 1776-tól a piaristák vették át. Az épületet Rudnay Sándor erdélyi püspök építtette Friedrich Thallinger bécsi építész terve szerint, a kolozsmonostori egykori bencés templom omladozó hajója köveinek felhasználásával, 1817 és 1821 között, a kegyesrendi gimnázium számára. A munkálatokat két ismert helyi építész, Georg Winkler és Christian Kiermayer vezette. Az intézmény 1850-től főgimnázium lett, 1940 után felvette a Mikes Kelemen Főgimnázium nevet. Az 1948-as román tanügyi reform után, az egyházi oktatás felszámolása idején, a római katolikus egyháztól ezt az iskolát is elvették. Magyar Pedagógiai Iskolaként működött tovább, aztán mint 11-es számú magyar tannyelvű középiskola, az 1970-es évek végétől 1989-ig pedig 3-as számú Matematika–Fizika Líceum neven működött. A rendszerváltás után Báthory István Elméleti Líceumra változtatták nevét. Az iskola hírnevét tanárai és tanítványai öregbítik: Pázmány Péter, Haller János, Martin Hochmeister, Hell Miksa, Apor Péter, Baróti Szabó Dávid, Mikes Kelemen, Bolla Márton, Lenhossék József, Kemény József, Jósika Miklós, Gheorghe Șincai, Petru Maior, Gheorghe Lazăr, Bölöni Farkas Sándor, George Bariț, Torma Károly, Teleki Sándor, Petelei István, Révai Károly, Laczkó Géza, Kuncz Aladár, Passuth László, Domokos Pál Péter.
Az empire stílusú épület homlokzatának közepén – a közelmúltig letakart – arany betűs, latin nyelvű felirat örökíti meg az építkezés támogatóit, időpontját. A kocsikapu mellett elhelyezett román emléktábla az itt tanuló román tanítványok egy részét sorolja fel. Legutóbb a polgármesteri hivatal a kiskapu mellé egy Aron Pumnul-emléktáblát is tetetett.

### Egyetemiek háza

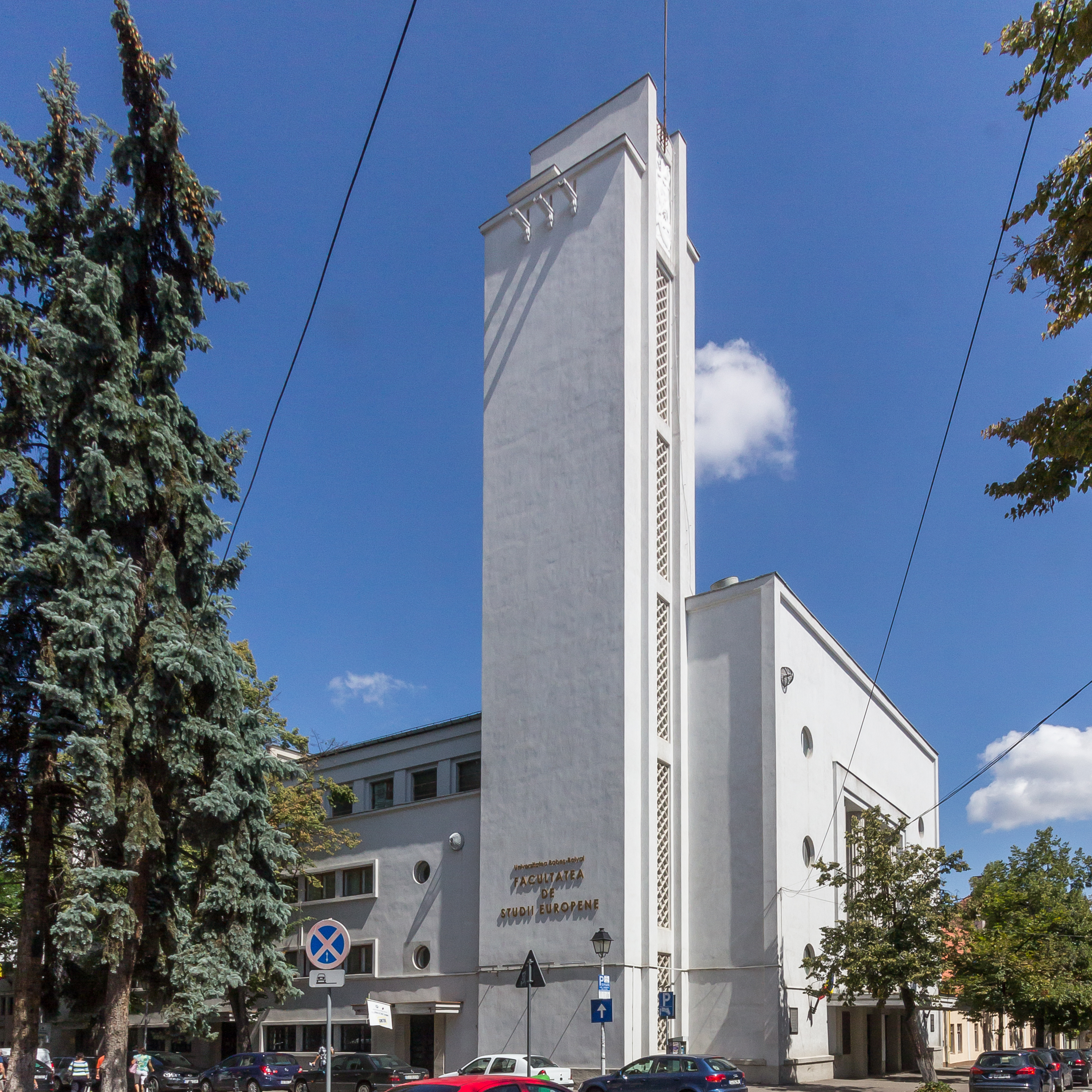
Az Egyetemiek háza

A Farkas utca 3. szám alatt, a Színház utca (ma Emile de Martonne utca) sarkán áll a Bauhaus stílusú Egyetemiek háza, vagy más néven Diákház. 1935-ig a régi, 1821-ben épült Nemzeti Színház épülete, az egykori kőszínház állt ezen a helyen. A Hunyadi (ma Avram Iancu) téri színház átadásával feleslegessé vált épületet a magyar kormány 1906-ban eladta az egyetemnek, amely ideiglenesen gyűjteményének elhelyezésére használta. Többször is felvetődött a raktárként használt épület átépítésének, múltjához méltó hasznosításának terve. 1934-ben a román egyetem lebontatta, s George Cristinel tervei szerint 1935 és 1937 között a helyén elkészült a ma látható épület. A monumentalitást árasztó hatalmas síkok, a díszítőelemek csaknem teljes hiánya, a 20. századi modern építészet ízlésvilágát hozták a patinás utcába. 1937. június 13-án II. Károly román király jelenlétében avatták fel és róla is nevezték el (Colegiul Regele Carol II, azaz II. Károly Király Kollégium). 1940-től Mátyás király diákház és étkezde volt a neve, az 1960-as évektől, a Szent György (ma Béke) téri másik diákház, a Diákművelődési Ház felépítése után felvette az Egyetemiek Háza nevet.
Ezer férőhelyes nagytermében szimfonikus és egyéb hangversenyeket tartottak. 2005-ig az 1955-ben alapított Kolozsvári Filharmónia székhelye volt, ezt követően pedig ismét az egyetem tulajdonába került. A Filharmóniát kiköltöztették, és az épületet az Európai Tanulmányok Kar vette birtokba. A nagy teremben különféle előadásokat szerveznek. A nagyteremben, 1959 márciusában, a Nicolae Ceaușescu és Ion Iliescu aktív részvételével levezényelt nagygyűlésen mondták ki a Victor Babeș és Bolyai János egyetemek egyesítését.

### A két Karacsay-ház

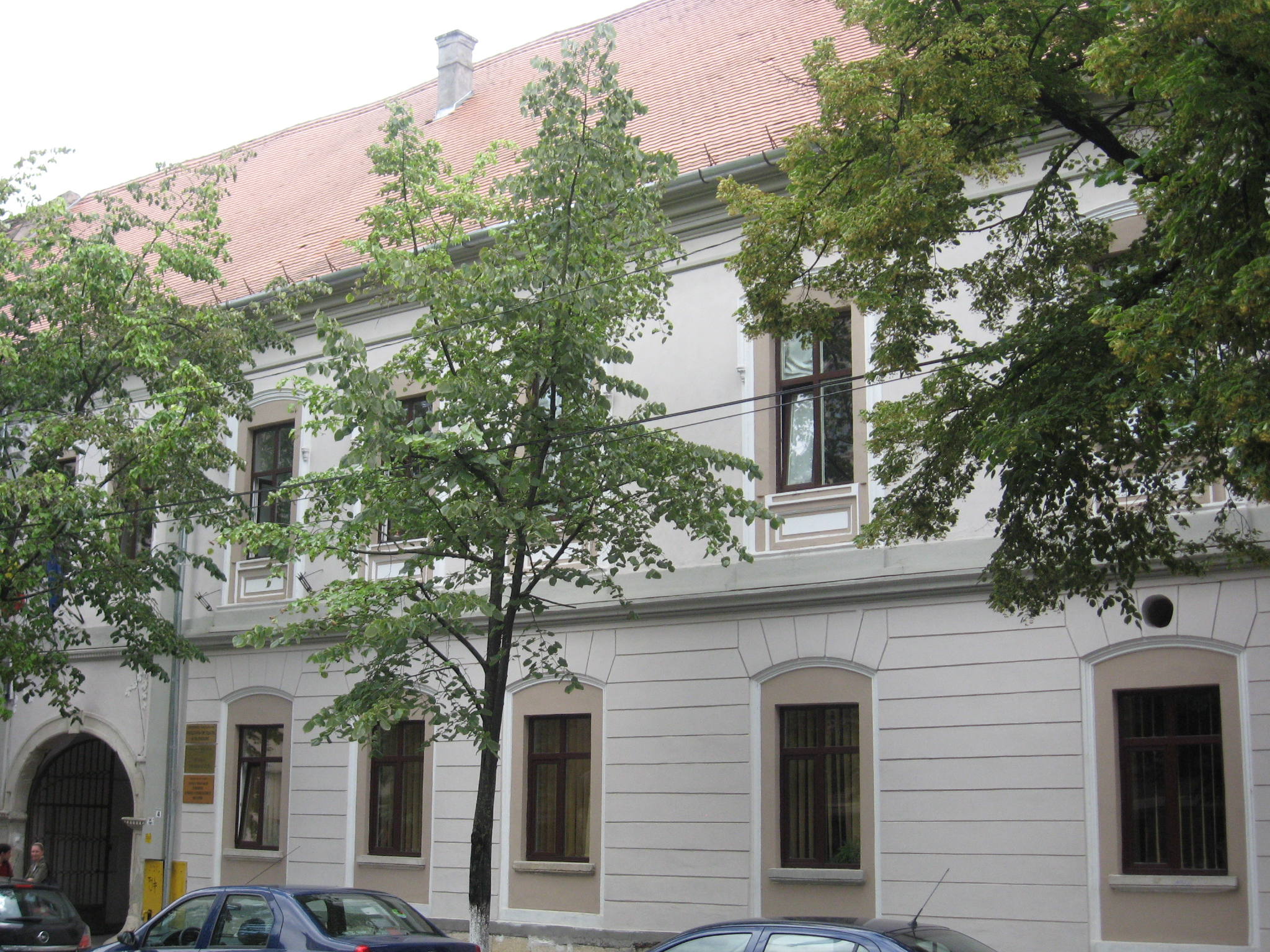
A Karacsay házak

A Karacsay-házak (Farkas utca 4. szám) a Báthory István Elméleti Líceum szomszédságában állnak. A mai nagy telek helyén a 18. századig négy keskeny szalagtelek húzódott, amelyeken az 1798-as népszámlálás idején – jobbról balra haladva – Bárdi István, Mérra László, Thótt Antal és tekintetes Bojér István szerény háza állott. Az 1798-as tűzvészben ezek a családi házak elpusztultak. A romos, ám fekvésük miatt értékes telkeket két főúri család vásárolta meg: báró Bánffy László és (talán) a Kornis család. Ők építtették a ma is álló két kis palotát. Bánffy megvette a várostól a védőároknak a telek folytatásában húzódó szakaszát, aztán a telkére eső Szíjgyártók tornyát, majd engedély nélkül lebontatta a hozzá tartozó városfalat. A pusztításra érzéketlen tanács mindössze a kő kifizetésére kötelezte a bárót. A hosszú épület 1816-ban legalább részben készen állt. 1822-ig – a kollégiumba való költöztetéséig – egyik szobájában őrizték a Református Főkonzisztórium levéltárát. A két ház röviddel ezután a válje-szakai gróf Karacsay család tulajdonába került.
A 19. század végén a Karacsay család és az épületet az oktató-nevelő munkát hivatásszerűen végző, Kalazanci Szent József által alapított piarista tanítórend magyarországi tartománya vásárolta meg, s ekkor döntöttek a házak összeépítése mellett. Az összeépítést vezető szakember, Reményik Károly ízlésesen oldotta meg feladatát: az elkerülhetetlen beavatkozásokon túl érintetlenül hagyta a két épület egyéniségét. A bal oldali ház homlokzata a barokk és a klasszicizmus stílusjegyeit viseli, a jobb oldali ház homlokzatát pedig romantikus-historizáló jegyek határozzák meg. A bal oldali ház kapuja ma az egyetlen, közös bejárat. A kapualj a telkek egyesítésével keletkezett tágas udvarra vezet, amelyet átölel a két ház udvari szárnya. Az udvart emeletes keresztszárny zárta le. Az alatta kialakított keskeny folyosó a hátsó gazdasági-cselédségi udvarba vezetett. A hátulsó keresztszárny mellett egykor kijárat nyílt a Petőfi utca (ma Avram Iancu utca) felé. 1916-ban a Kalazantinumot egyesítették a piarista rend új budapesti intézetével, s a kolozsvári intézmény megszűnt. Erdély Romániához csatolása után, 1922-ben, újból beindult a rendi teológiai intézet, s 1940-ig biztosította az utánpótlás nevelését. A rendházban, az egykori nemesi konviktusban működött, s a teológusok a román egyetemen szereztek tanári oklevelet. A Kalazantinum egykori épületét 1918-ban megvásárolta a város, különféle hivatalokat helyezett el benne.

### A Pataki–Tollas-ház

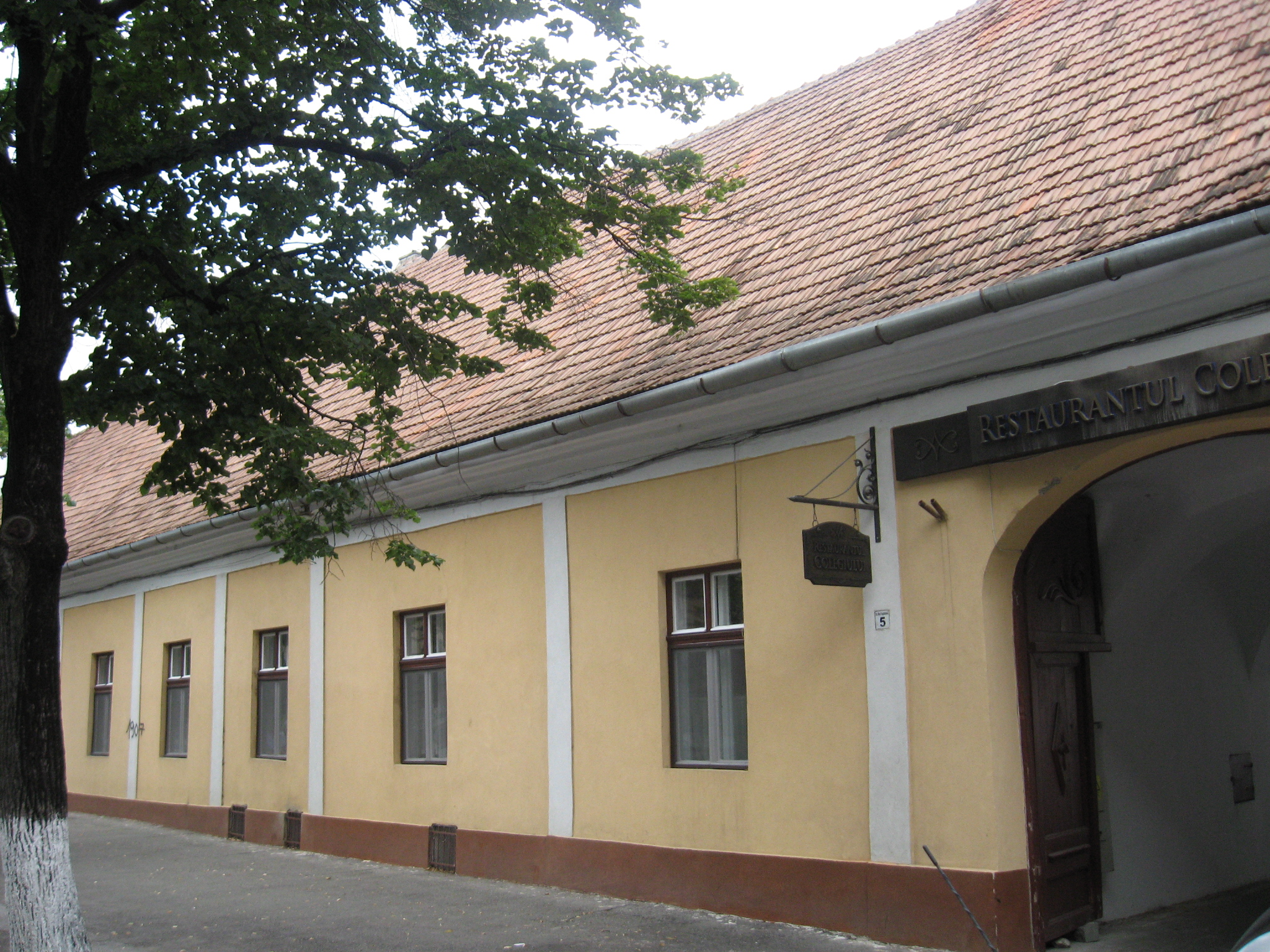
A Pataki–Tollas-ház

A Pataki–Tollas-ház a Farkas utca 5. szám alatt áll. Földszintes ház, a 19. század eleji klasszicizmus jegyeit viseli. A Sárospatakról Kolozsvárra elszármazott két Pataki család egyike volt a ház tulajdonosa s talán építtetője is. Mindkét család a 17–19. századi erdélyi közélet számos személyiségét adta. Pataki István szabómester (1615–1685) utódai között voltak papok, kollégiumi tanárok, de főként orvoscsalád tagjaiként ismerték őket. Pályafutásuk nyomon követését megnehezíti, hogy többen is viselték elődjük keresztnevét. A másik család alapítóját szintén Pataki Istvánnak hívták (1641–1693). Fiatalkorában kitűnt a törökellenes harcokban, és 1662-ben nemességet kapott. Utódai között volt jogász, kollégiumi nyomdász, de többségük városi elöljáróként (tanácstag, főbíró), a református egyház és a kollégium tanácsosaként vette ki részét a közügyekből. Perdöntő bizonyítékok híján nem állapítható meg, melyik család volt az építtető. A Pataki család(ok) és a református egyház közti sokszoros kapcsolat eredményeként a 19. század első felében a ház az egyházé lett. Ekkoriban jónevű mesterek – Alföldi Antal, a kőszínház építője, Kagerbauer Antal, a városháza tervezője-építője – dolgoztak a javításán, bővítésén. A század közepén a Tollas család, majd a 20. század elején az egyetem tulajdonába került. Ma itt működnek az intézmény szociális irodái.

### A régi vármegyeháza

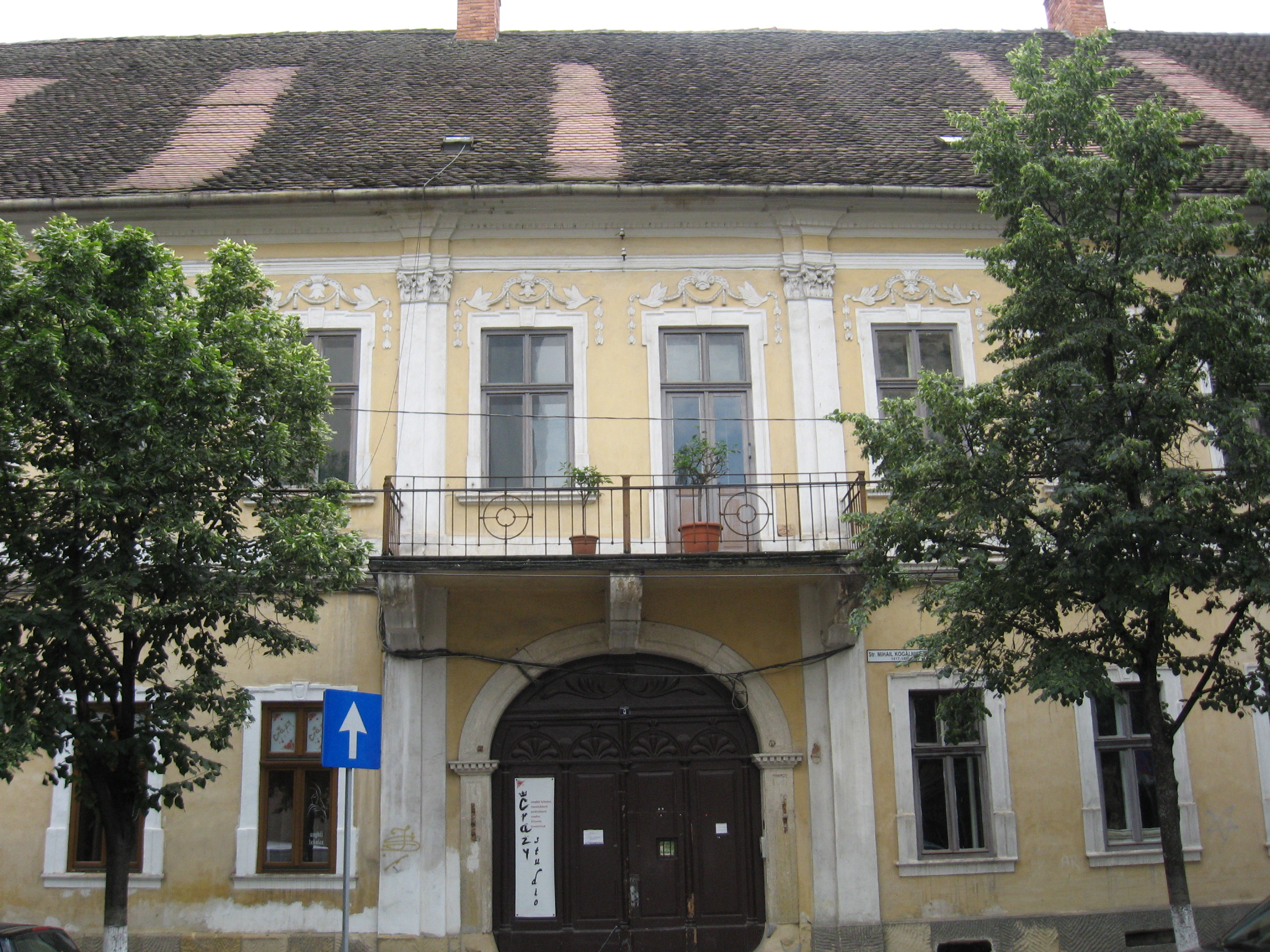
A régi vármegyeháza

A régi vármegyeháza a Farkas utca 6. szám alatt áll. Késő barokk és klasszicista épület. Az 1798. évi nagy tűzvész után Josef Leder és Alföldi Antal építette. Homlokzata füzérdíszes. Udvarán az emelet párkányát, a Bánffy-palota mintájára, dór oszlopok tartják. Az új épület körülbelül nyolcvan évig volt a Kolozs vármegyei közigazgatás székhelye. Az új székház (ma Mócok útja 3., a városháza központi épülete) átadásával fölöslegessé vált. Az egyetem építésekor átmenetileg ide költözött a bölcsészet-, nyelv- és történettudományi kar. Aztán a Bethlen család tulajdonába került. 1950-ben államosították. A lakások tulajdonjogán ma több család osztozik.

### A Teleki-ház

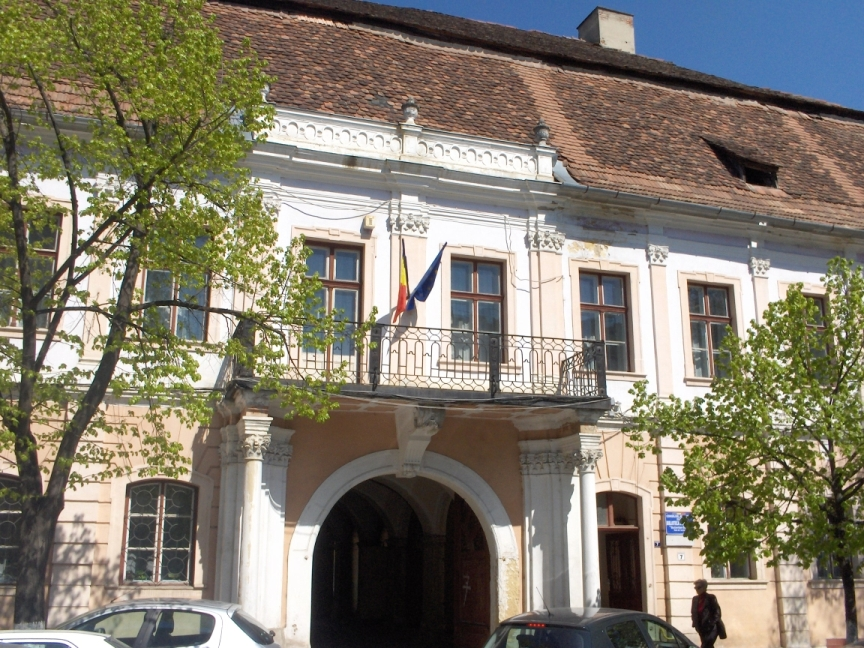
A Teleki-ház (2007)

A Teleki-ház (vagy Teleki-palota) a Farkas és a Hermann Oberth utcák sarkán áll, a 7. szám alatt. A város egyik legszebb barokk főúri palotája. 1790–1795 között épült Josef Leder (Johann Eberhard Blaumann tanítványa) tervei alapján Teleki Ádám gróf számára, de a nagy tűzvész után egyes részeket meg kellett újítani. Kialakítása a Bánffy-palotáéra emlékeztet: a homlokzatot az eresz felett urnák díszítik, kapuja oszlopos-erkélyes. A homlokzat faragványait Hartmann Antal készítette. A Teleki-palota építésével Leder szerencsésen ötvözte a csehországi késő barokk és Johann Eberhard Blaumann oldalán megismert erdélyi formakincset (árkádok, attika, szalagfonat, urnák). Teleki Ádám nem érhette meg a palota elkészültét, és mivel utód nélkül hunyt el, az épületet rokona, Teleki József történetíró, Erdély főkormányzója örökölte. Egy ideig itt lakott, itt szállásolta el látogatásai idején féltestvérét, az író és politikus Teleki Lászlót, Kossuth Lajos barátját. Az 1930-as években a ház az erdélyi római katolikus egyház tulajdonába került, és 1936-ban szakszerűen felújították. A kommunista rendszerben államosították és kollégiumi szállásokat, illetve lakásokat alakítottak ki benne. Jelenleg a homlokzati részt az Octavian Goga Megyei Könyvtár foglalja el, az udvari részben lakások vannak.

### A Nemes–Bethlen-ház

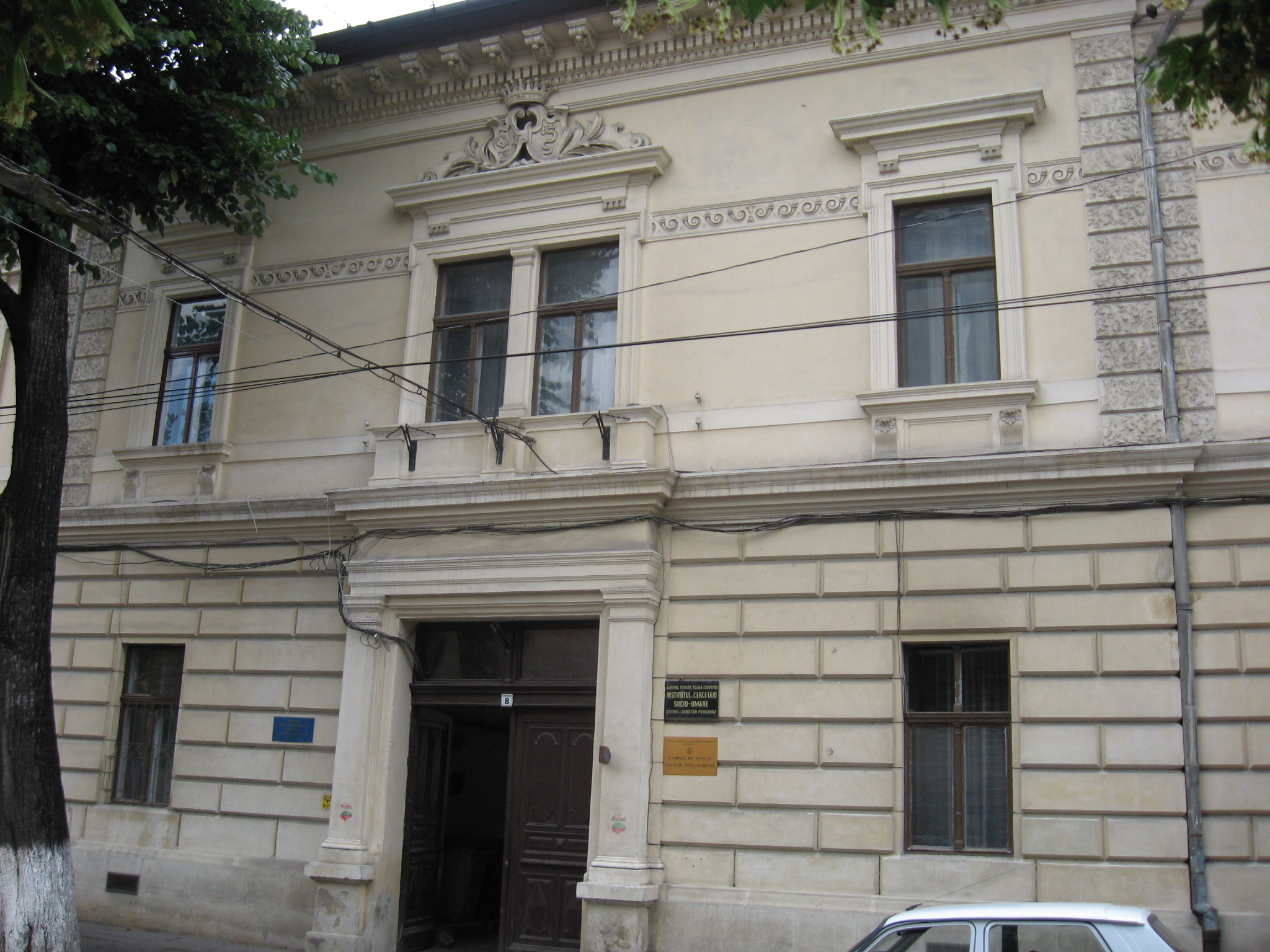
A Nemes-Bethlen-ház

A Nemes-Bethlen-ház a Farkas utca 8. szám alatt áll. Homlokzata a 19. század végén épült eklektikus stílusban, rajta kettős címer látható, a névadó hídvégi gróf Nemes és a bethleni gróf Bethlen családok címerei. Az épületet Bethlen Farkas kancellár unokája, Bethlen Gergely építtette 1781-ben Josef Leder tervei szerint. 1798-ban részlegesen leégett, Gergely fia, Ferenc építtette újjá 1799-ben. Az épület egykor jelentős művelődéstörténeti szerepet töltött be. 1859-ben Bethlen Sándor az egyik helyiséget ingyen átengedte a frissen alakult Erdélyi Múzeum-Egyesület (EME) könyvtára részére, amelynek Mike Sándor volt az ideiglenes kezelője. A következő évben könyvtárnokká választott Szabó Károly – a Régi Magyar Könyvtár összeállítója – olvasószobát nyitott, egy tűzmentes kamrában pedig elhelyezte a könyvtárral együtt kezelt kézirattár, illetve az érem- és régiségtár anyagát. Az EME tervezte a ház megvásárlását is, de ez a terv nem valósult meg. 1872-ben az egyetem átvette az EME gyűjteményeinek használatát, és a könyvtárat az intézmény központi épületében helyezte el. Az érem- és régiségtár már előbb (1864) a Mikó-villába költözött. A könyvtártól függetlenedett levéltár 1945-ben báró Huszár Pálné gróf Nemes Polixénia szívességéből átkerült a Nemes–Bethlen-ház hátsó szárnyába. Itt dolgozott többek között Kelemen Lajos, Szabó T. Attila és Jakó Zsigmond Pál. Az EME 1949-es betiltása után nemsokára az egyesületi levéltár a Román Népköztársaság Akadémiája, az 1974-es levéltári törvény értelmében pedig a szomszéd épületben székelő Állami Levéltár kezelésébe került. A házat ma jórészt magántulajdonú lakások alkotják. A homlokzaton bronztábla emlékeztet arra, hogy a 20. század második felében itt élt Aurel Moga akadémikus, a modern kolozsvári kardiológia megteremtője.

### Emil Racoviță Főgimnázium

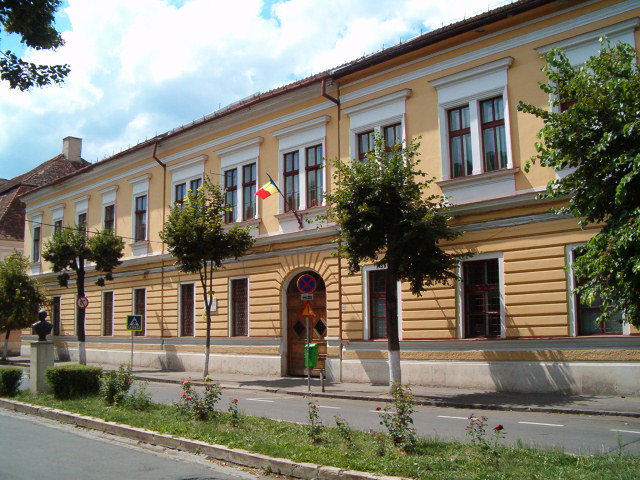
Az iskola épülete

Az Emil Racoviță Főgimnázium, az egykori Polgári Leányiskola a Farkas és Minorita (ma Hermann Oberth) utcák találkozásánál, a Teleki-házzal átellenben áll, a 9–11. szám alatt. Helyén egykor három telek állt. A saroktelket a 18. században a református egyházközség egyik papja használta. A szomszédos Krizbai- és Beregszászi-telkeket 1826–1830 táján vásárolta az egyház a kollégiumi tanárok számára. A belvárosi leányiskola számára a 19. század első felében húzták fel az épületet. 1857. szeptember 1-jén nyílt meg. A kis épületet 1887-ben építették át, ekkor nyerte el ma is látható formáját. 1896 őszétől az állami polgári leányiskola kezdte meg működését falai között, majd egyetemi gyakorló gimnázium lett. Az első világháború után a román hatóság elvette, román iskolát létesítettek benne. A második bécsi döntést követően, 1940 és 1945 között hasonló jellegű magyar állami intézmény székelt az épületben: a magyar és román tagozattal működő Magyar Királyi Középiskolai Tanárképző Intézet Gyakorló Gimnáziumának magyar tagozata (a román szekció a Malom utca 14. számú házában volt). Egy év múlva a két tagozat különvált, önállóan folytatta működését. A magyar gimnázium rangos tanári karral büszkélkedett: Kántor Lajos, Török Zoltán, Xántus János, Ulrich Ferenc, Mikecs László és Szopós Sándor. A világháború végeztével, 1945 őszén, az épületet újból átvette a visszatért román egyetem pedagógiai szemináriuma és a gyakorlóiskola. Az 1948-as román tanügyi reform megszüntette az iskola kiemelt jellegét, egyszerű középiskolaként működött tovább. Az iskola előtt névadója, Emil Racoviță, a kiváló román biológus professzor fejszobra látható. Földszintes részét – amely egykor református tanári lakás volt – 1970-ben pótolták emeletes szárnnyal.

### Az Állami Levéltár épülete

A levéltár épülete

Az Állami Levéltárat (románul Arhivele Naționale) a Farkas utca 10. szám alatti, az egykori börtönigazgatósághoz tartozó épületekben és a tulajdonképpeni börtön épületében helyezték el. A modern, háromemeletes új épületet, 1968. szeptember 7-én nyitották meg. A telek a 19. században került a vármegye tulajdonába. A hátsó részében emelkedő U alakú épület fogháznak épült 1870 táján. A szűk belső udvaron történt a halálos ítéletek végrehajtása. A 20. század elején a törvényszéki fogház az új igazságügyi palotába költözött. Ezután rövid ideig a hadsereg használta, majd kiskorú bűnözők nevelőintézetévé alakították. Az igazgatósági épület helyén épült fel a levéltár. Ezen épület homlokzatának kettős tagolása kiemeli az épület belső felosztását: bal felől van a tágas, világos lépcsőház és a belőle nyíló irodák, jobboldalt pedig az előadóterem és a kutatószobák. A bejárat fölötti falsíkot Ion Mitrea és Aurel Terec szobrászok alkotása foglalja el: Vitéz Mihály Havasalföld és Moldva címerét (sas és bölényfej) egyesítő pecsétjének márványba faragott másolata. Ezt az épületet hivatalosan 1968. szeptember 7-én adták át. Itt található többek között az Erdélyi Múzeum-Egyesületnek az 1970-es években elkobzott levéltára, amelynek otthona korábban a szomszédos Nemes–Bethlen-ház volt. Az itt őrzött legrégibb oklevél a Gyulai-Kuun család levéltárának egy darabja; kelte 1239, kibocsátója Dénes nádor.

### Akadémiai Könyvtár

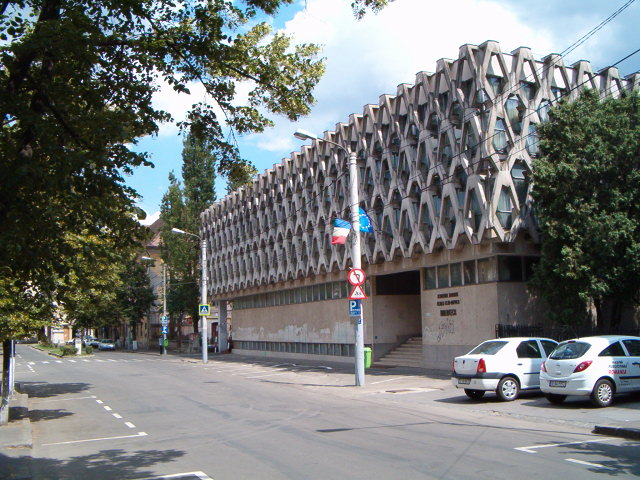
Az Akadémiai Könyvtár

Az Akadémiai Könyvtár (románul Biblioteca Academiei Române) épülete a Farkas utca 12–14. szám alatt áll. Alatta egy átjáró vezet a Petőfi (ma Avram Iancu) utca irányába. Az épület az 1970-es évek elején épült meg, a Román Akadémia 1950-ben szervezett kolozsvári fiókjának a könyvtára részére. Modern tömbje megbontja az utca képének egységességét. Állományát a második világháború után államosított kolozsvári Református Kollégium, a Római Katolikus Főgimnázium és az Unitárius Kollégium, a balázsfalvi görögkatolikus főgimnázium, a kolozsvári Ferenc-rend és az Erdélyi Múzeum-Egyesület kézikönyvtárának és kézirattárának állományából hozták létre. Több mint 650 000 kötetet, 171 ősnyomtatványt és számos kéziratot őriznek itt. Az új, vasbeton és üvegépület megépítése előtt egy földszintes épület állt a helyén, amelyben a hagyomány szerint egykoron Apáczai Csere János lakott. A református egyházközség 1664. évi leltárkönyvi bejegyzése szerint a „háznak felét nemrégen vötték Ecclésiánk gondviselői Schola Mesterek számára, kiben lakott Apátzai Uram”. Ugyanebben a házban lakott a későbbiekben Szász Béla, az egyetem filozófiaprofesszora, majd Schneller István, a pedagógia egyetemi tanára. Az épület államosításától a lebontásáig az Állami Levéltár használta. A mai épület előmunkálatai alatt harc folyt a tudománytörténeti és építészeti ereklye megmentéséért, sikertelenül.

### Tanári lakások

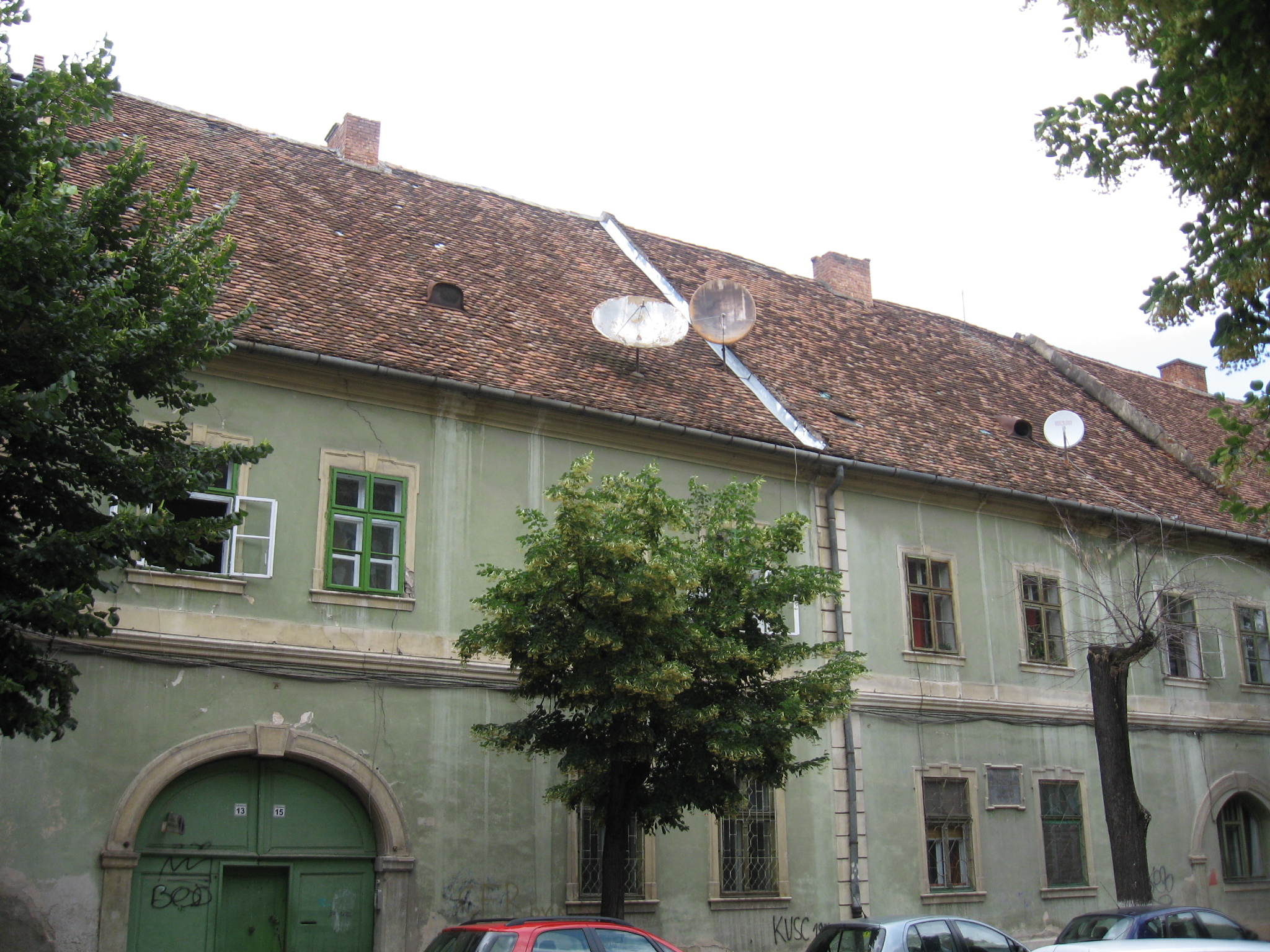
A tanári lakások

A tanári lakások (Farkas utca 13–19.) a református kollégiummal szemben épültek meg 1800 és 1827 között, késő barokk stílusban. Az építkezéseket Méhes György, a kollégium egykori rektora rendelte el. Az építész szintén Josef Leder volt. A négy épület tanári lakásai számos személyiségnek adtak otthont. Itt lakott Méhes Sámuel tanár, természettudós és lapszerkesztő, Sámi László (aki egy időben Kossuth Lajos titkára volt), Gyulai Pál, Kovács Dezső, Áprily Lajos és Kuncz Aladár író. Itt született Szilágyi Sándor történész, erről az eseményről az épület homlokzatán elhelyezett tábla emlékezik meg.

### Református kollégium

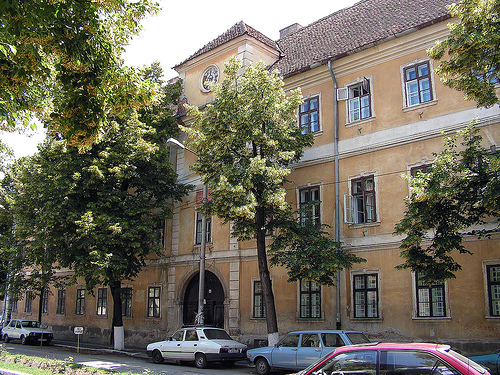
A Református Kollégium épülete

A református kollégium épülettömbje a Farkas utca 14. szám alatt áll.
A gyökereit 1545-ig visszavezető intézmény története 1622-ben kezdődött, amikor Bethlen Gábor a Farkas utcai templommal együtt a reformátusoknak adta a „pápisták puszta klastromhelyét”, hogy ott akadémiát létesítsenek. Az oktatás anyagi alapjait a fejedelem már a korábbi, óvári épületben biztosította: 1610. december 10-én a református egyháznak és az iskolának adta a város határából származó tized felét és a kolozsvári harmincadot. Az első iskola a kolostor maradványainak felhasználásával 1651-ben épült fel II. Rákóczi György megbízásából, a velencei Agostino Serena tervei alapján; ennek maradványai láthatóak még az iskola és a templom közötti romkertben. Az újabb, Josef Leder által tervezett késő barokk stílusú épület 1781–1810 között készült el. Az udvari árkádsorok még a 17–18. századi főúri kastélyokra emlékeztetnek, de a főbejárat fölötti óratorony már a 18–19. század fordulójának jellegzetes megoldása.
Kevéssel az alapítás után, 1656-ban az iskola vezetését a külföldről hazatért Apáczai Csere Jánosra bízták. Ő indította be a filozófiai és teológiai oktatást. 1733-ban a kollégiumban jogi tanszék létesült. 1854–1862 között az erdélyi református lelkészképzés is az épületben folyt. 1948-ban, a tanügyi reform során az iskolát államosították, a Farkas utcai kollégium épületébe a magyar tannyelvű Gép- és Villamosipari Középiskola, az 1902-ben épült Petőfi utcai szárnyba a 2-es számú Magyar Tannyelvű Fiúlíceum került. 1959-ben a régi épületben román nyelvű iskolát helyeztek el, amelyet Gheorghe Șincairól neveztek el, az új épületben működő intézmény névadója Ady Endre lett. A két intézményt még ugyanebben az évben Ady–Șincai Líceum néven egyesítették. A líceum magyar tagozata 1990-ben megszűnt, 1991-től pedig az intézmény csak Șincai nevét viselte. A református egyház 2002-ben kapta vissza az épületet.
Az intézmény történetének híres tanárai közé tartoztak Apáczai Csere János filozófus, pedagógus, Pataki István, I. Apafi Mihály nevelője, Pataki Sámuel orvos, Méhes Sámuel, az Erdélyi Híradó szerkesztője, Szilágyi Ferenc történész, Áprily Lajos költő, Jancsó Elemér irodalmomtörténész és Tulogdy János földrajztudós.

### Az Apáczai-fal
A Református Kollégium és a templom közötti fal az úgynevezett Apáczai-fal, az első, 1651 és 1655 között épült kollégium falának maradványa. Az 1700-as évek közepén épült kapuja reneszánsz stílusú. Itt állt az első kollégium, amelyben Apáczai Csere János tanított. A régi kollégium maradványait az 1960-as években tárták föl.

### Szent György-szobor

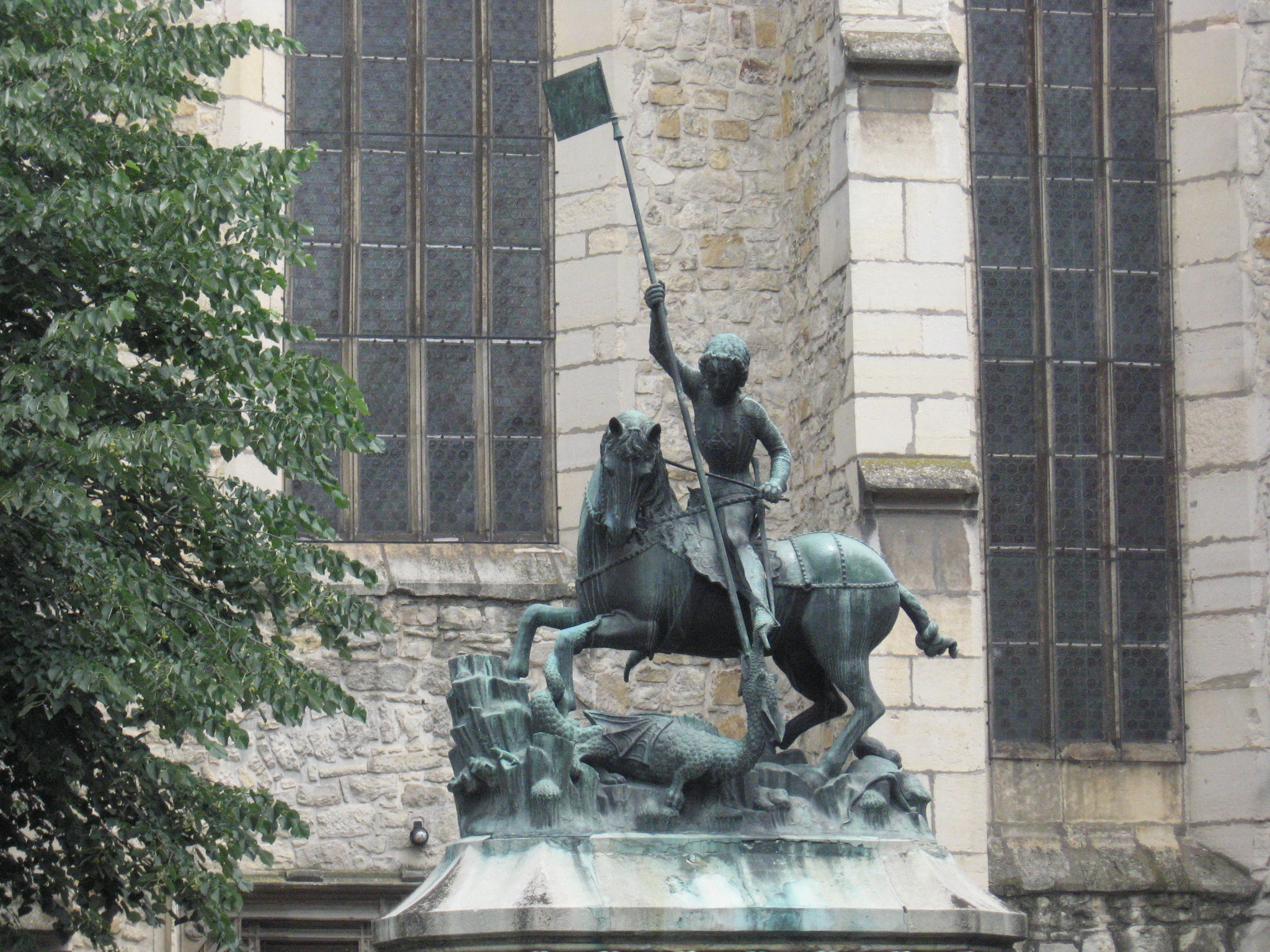
A Szent György-szobor

A Szent György-szobor a belvárosi református templom előtti kis téren (tulajdonképpen a Farkas utca kiöblösödő részében) áll. Kolozsvári Márton és György készítették a 14. században Prágának (az eredeti ma is a Hradzsinban áll). A szobor korát megelőzve – hiszen Erdélyben ekkor még a gótikus stíluseszmény uralkodott – reneszánsz stílusjegyeket visel magán. Kora művészetének egyik legkiemelkedőbb alkotása. A művészek tiszteletére döntött úgy a város elöljárósága 1904-ben, hogy a szobor másolatát kiállítják a városban. A felállítás költségeinek jó részét a kolozsváriak adakozása fedezte. A korhű talapzatot a Műemlékek Országos Bizottságának Kolozsvárt tartózkodó műépítésze, Lux Kálmán készítette. 1904. szeptember 28-án ünnepélyes külsőségek közepette leplezték le, az akkori Arany János, ezután Szent György téren (később Béke tér, ma Lucian Blaga tér). Itt állt 1961-ig, amikor a tér átépítése során a Farkas utcai református templom elé költöztették. Ekkor talapzatáról a magyar feliratot eltüntették, s helyébe a prágai eredeti szövegét vésték, amelyből viszont már nem derül ki, hogy a prágai szobor másolata. A szobrot a kolozsváriak, a Mátyás királyéhoz viszonyított kis mérete miatt, tréfásan Gyurica-szobornak is nevezték.

### Farkas utcai református templom

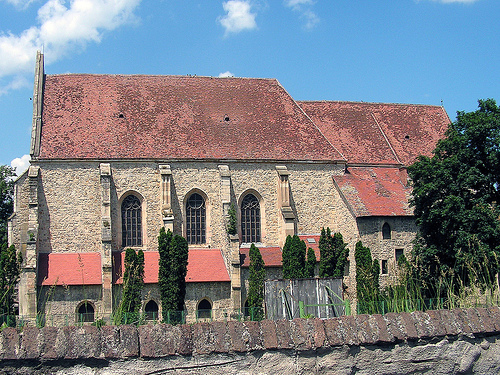
A templom a Petőfi utca (ma Avram Iancu) felől nézve.

A Farkas utca keleti részét a belvárosi református templom, ismertebb nevén Farkas utcai református templom gótikus tömbje uralja. Építését még Mátyás király rendelte el 1486-ban. 1603-ban a felekezetek közötti villongás során súlyosan megrongálták. Az elhagyatott épületet 1622-ben Bethlen Gábor a reformátusoknak adományozta. A helyreállítást 1646 körül I. Rákóczi György támogatásával fejezték be. Ekkor emelték az Elias Nicolai és Kőfaragó Benedek mester készítette díszes reneszánsz szószéket. Ugyancsak ekkor épült meg a szentély déli falának támaszkodó torony, de azt később – hibás kivitelezése miatt – le kellett bontani. A templom különleges szépségét nyugodt, dísztelen falfelületeinek monumentális aránya adja. Belső térhatását hajója rendkívüli szélességének (15 méter) s az efölött 19 méter magasságban ívelő megkapó hálóboltozatának köszönheti. Délkelet-Európa legnagyobb egyhajós gótikus csarnoktemplomaként tartják számon. Különösen értékesek 17. századi fafaragásos hátaspadjai (stallumai), az ezeket díszítő 15–20. századi halotti címerek. A szentély végében Kós Károly tervezte emléktábla – kívánságuknak megfelelően – az 1942 novemberében ide temetett I. és II. Apafi Mihály fejedelmeknek állít emléket. Szép intarziás – az utolsó vacsorát ábrázoló – munka az úrasztala is. A templomot 1958 és 1965 között restaurálták. A kitűnő akusztikájú templomban az 1960-as évek végétől rendszeresen tartanak orgonahangversenyeket.

### A református lelkészi hivatal
A református lelkészi hivatal a 21. szám alatt áll. Az 1930-as évek elején épült. Az építkezéshez szükséges pénzt az egyházközség az 1640-ben készült, Brozer-féle úgynevezett Rákóczi-kehely eladásából teremtette elő. A kolozsvári ötvösművészet e remeke később a Magyar Nemzeti Múzeum tulajdonába került.

### A régi lelkészlak

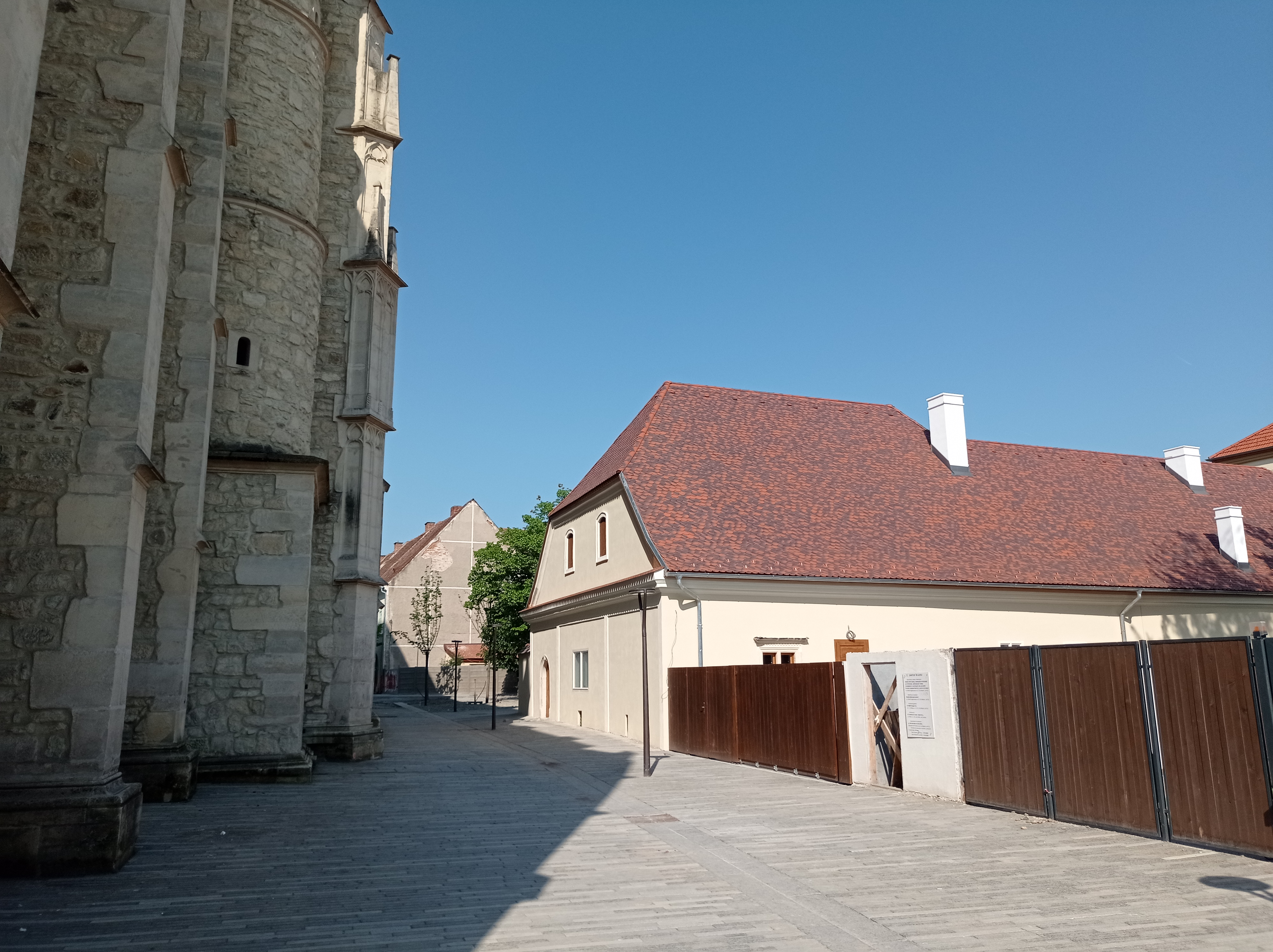
A régi lelkészlak 2023-ban

A „régi papi lak” a Farkas és Gaál Gábor utcák (egykoron Sámi László utca) kereszteződésében áll és a 23-as számot viseli. Közel ötszáz évvel ezelőtt ezen a telken a ferences apácák zárdája állhatott, amely a reformáció következtében elnéptelenedett. Amikor 1603-ban a jezsuitákat kiűzték a városból, ezt az épületet is lerombolták. A református egyház a 17. században költözött az utcába, és a templom, az iskola megépítése mellett hozzáláttak a papi lak építéséhez is. Az építés évét (1656) egy felirat is jelzi a házban található egyik reneszánsz ajtókereten. A ház utca felőli, fiókos dongaboltozattal fedett terme a tanács (konzisztórium) részére épült. A falain kígyózó latin mondatok emlékeztették hivatásukra a tanácstagokat. Itt őrizték az egyházközség ládáját, benne az értékes klenódiumokkal és a levéltárral. A tanácsterem északi falán sima kőkeretes ajtó nyílt a lelkipásztor – két bolthajtásos szobából és mellékhelyiségekből álló – otthonába. Az elsőpap lakásának szánták, de rendhagyó módon másodpapok is használták. Az épületet a 18. század második felében építették át, ekkor az északi szárnyhoz újabb szobákat, a nyugati szárny elé pedig egy folyosót toldottak. Az új, de a régi helyiségek fölé is ekkor kerülhettek a csehboltozatok, amelyeket esetenként barokk elemek díszítenek. A trapéz alakú homlokzat szintén a barokk jeleit mutatja az egyébként reneszánsz stílusban épült házon. A 19. században a nagyenyedi-kolozsvári lelkész-tanár Herepei család több tagja is lakta, ezért a köznyelvben Herepei-ház néven szerepelt. A Herepei család neves tagja Herepei János művelődéstörténész.

### Az egykori református ispotály

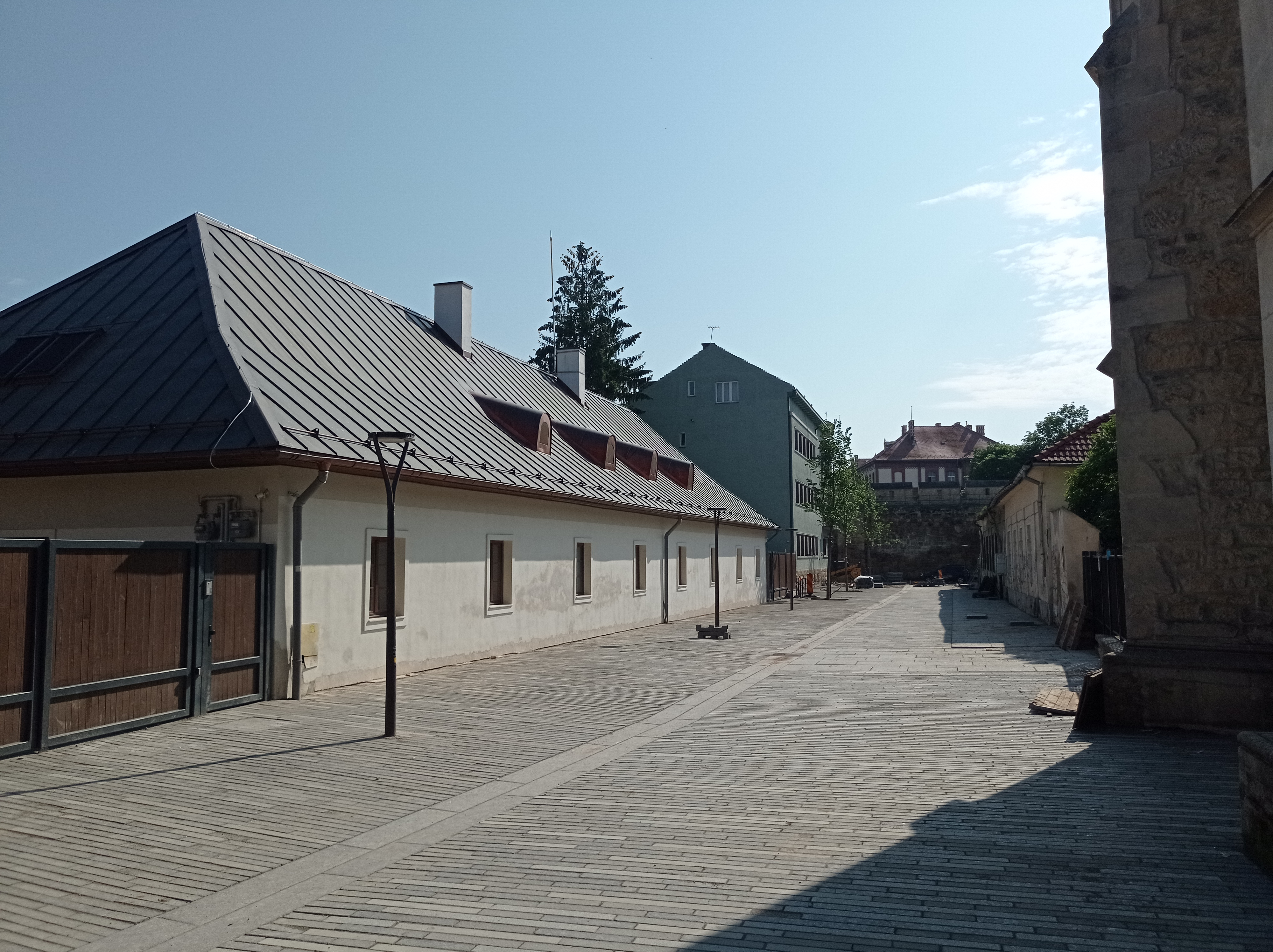
Az egykori református ispotály 2023-ban

Az egykori református ispotály épülete a 25–27. szám alatt áll. A ma itt álló ház a 19. század közepén épült. Elődje a református egyház kórházának adott otthont, innen származik neve is. Az 1785-ös népszámlálás tizenhárom református lakót talált az „Ispotály”-ban. A kolozsvári református beteggondozás – legalábbis a gondozottak létszámát tekintve – a kor színvonalán állott, hiszen ekkoriban Budán, az orvosi kar klinikájának néhány szobájában 12 „szegénybeteg” ellátására volt lehetőség. A 20. század elején a kórházat áttelepítették, a házban pedig öregek otthonát alakítottak ki. Ma a református egyház tulajdona. Itt található a Barabás Miklós Céh galériája.

### Az egykori református nyomda

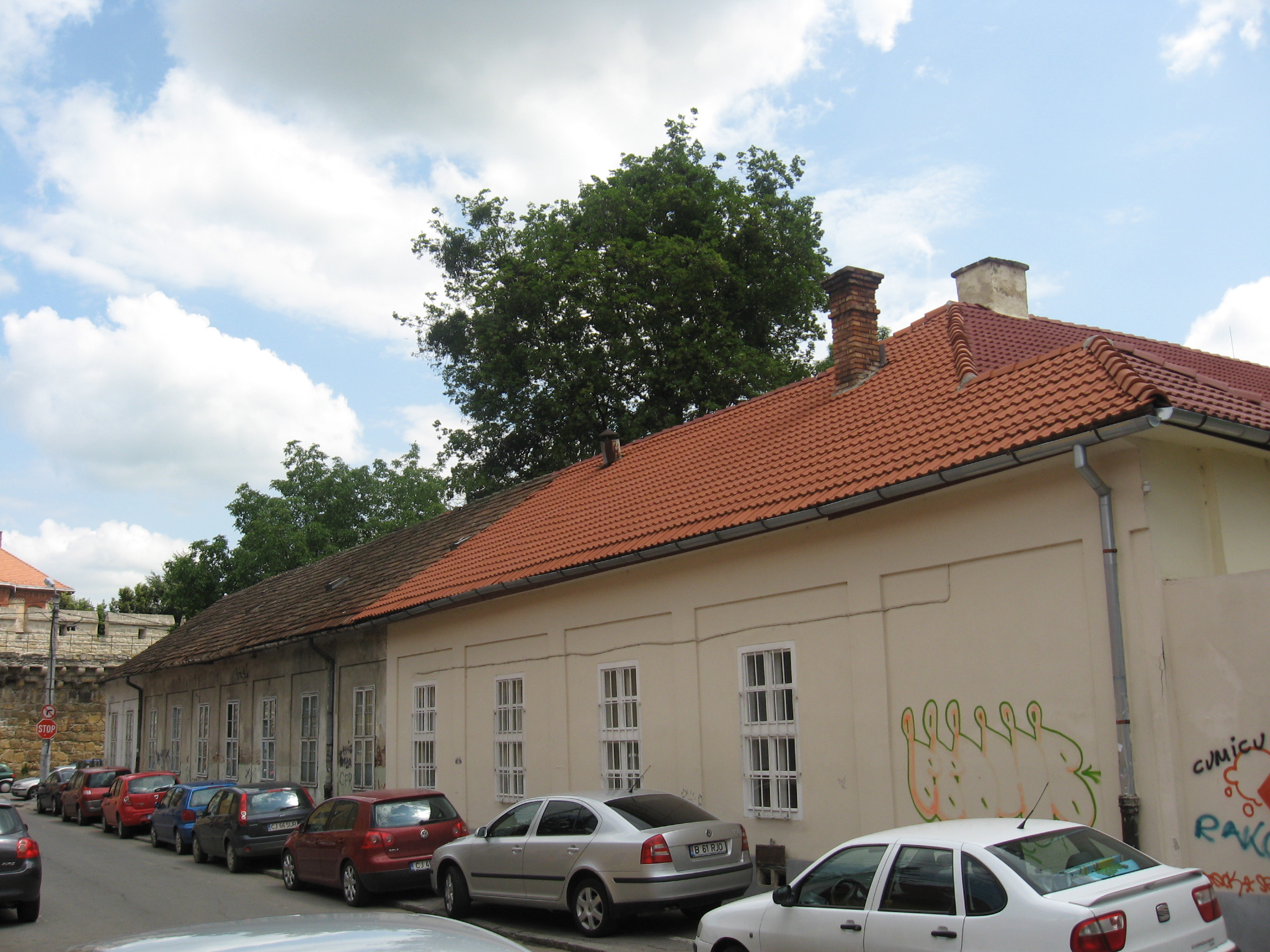
Az egykori református nyomda

A Farkas utca 18. szám alatt álló, egykori református nyomda épületét az 1770-es évek táján építtette Pataki Sámuel. Az 1856-ban emelt újabb szárny abból az alapítványból készült, amelynek magját gróf Rhédey Ádámnak a nyomda helyreállítására és kőnyomda létesítésére tett felajánlása képezte, és amelyet lányai továbbfejlesztettek. A 20. század első felében az épületet konviktusként használták. 1958-ban a református templomhoz csatlakozó részét, az egykori kollégiumi sütőházat lebontották. Ma lakások, óvoda, sportterem osztoznak a házon.

### Teológiai tanári lakások

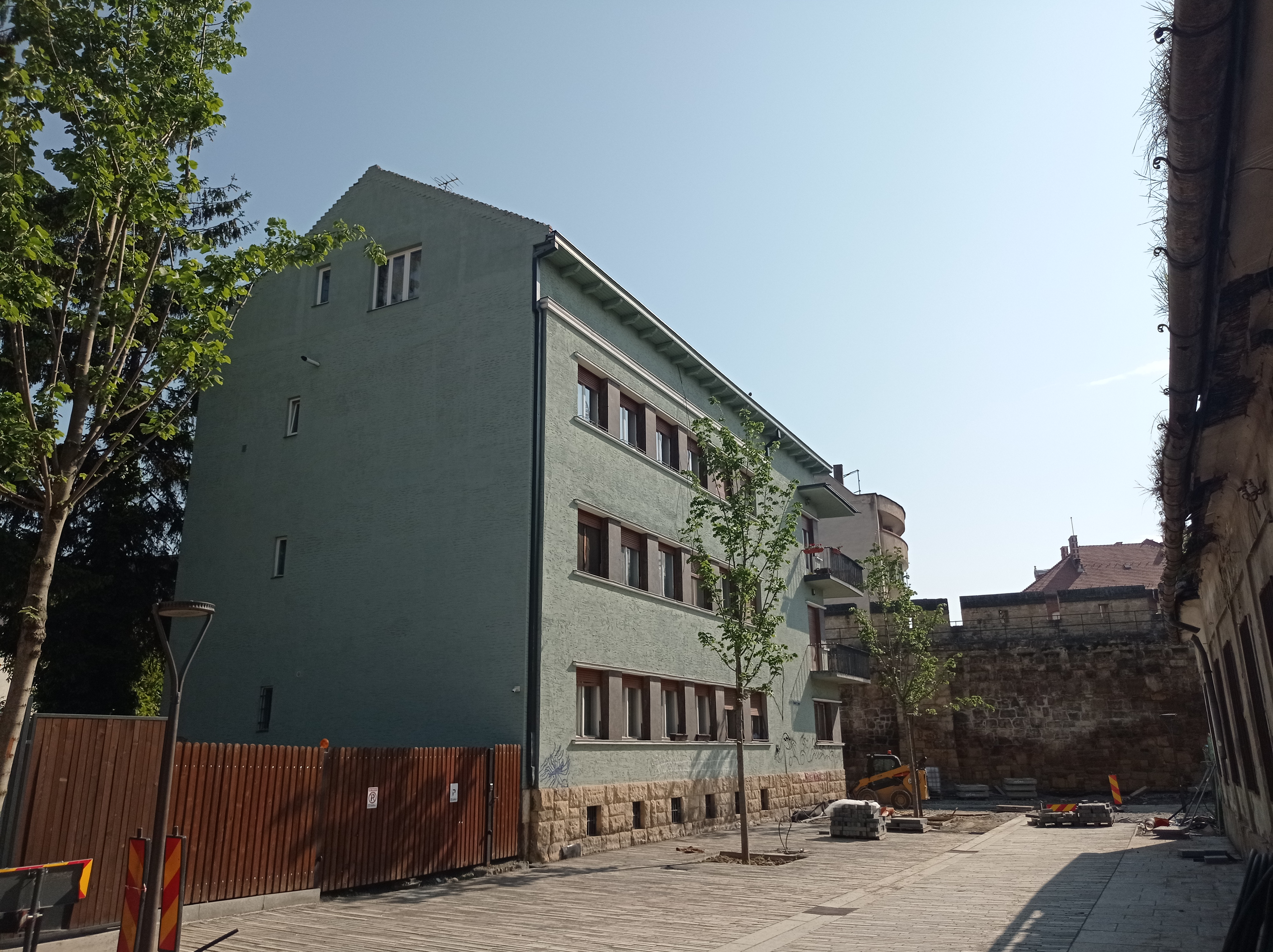
Tanári lakások (2023)

A Farkas utca utolsó épülete egy kétemeletes lakóház a 29. szám alatt. Az épület nevét – teológiai tanári lakások – onnan kapta, hogy a benne levő lakások nagy részét az Erdélyi Evangélikus-Református Egyházkerület Teológiai Fakultása, a mai Kolozsvári Protestáns Teológiai Intézet tanárai foglalták el. Az eredeti épület földszintes volt, a mai háromszintes épületet az első világháború után építették. Az épület jelenleg is a teológia egykori és mai tanárainak családja számára nyújt otthont.